# Tour de France 2025
Tour de France 2025 – 112. edycja wyścigu kolarskiego Tour de France, która odbyła się w dniach od 5 do 27 lipca 2025 na trasie o długości 3302 kilometrów, składającej się z 21 etapów i biegnącej z Lille do Paryża. Impreza kategorii 2.UWT była częścią cyklu UCI World Tour 2025.

## Etapy
Trasa wyścigu została oficjalnie zaprezentowana 29 października 2024.
| Etap | Data   | Start – Meta                      | type                                | Dystans (km) | Suma wzniesień (m) | Zwycięzca etapu        | Lider                |
| ---- | ------ | --------------------------------- | ----------------------------------- | ------------ | ------------------ | ---------------------- | -------------------- |
| 1    | 5 lip  | Lille – Lille                     | płaski                              | 184,9        | 1035 m             | Jasper Philipsen       | Jasper Philipsen     |
| 2    | 6 lip  | Lauwin-Planque – Boulogne-sur-Mer | pagórkowaty                         | 209,1        | 2164 m             | Mathieu van der Poel   | Mathieu van der Poel |
| 3    | 7 lip  | Valenciennes – Dunkierka          | płaski                              | 178,3        | 671 m              | Tim Merlier            | Mathieu van der Poel |
| 4    | 8 lip  | Amiens – Rouen                    | pagórkowaty                         | 174,2        | 1675 m             | Tadej Pogačar          | Mathieu van der Poel |
| 5    | 9 lip  | Caen – Caen                       | jazda indywidualna na czas          | 33           | 177 m              | Remco Evenepoel        | Tadej Pogačar        |
| 6    | 10 lip | Bayeux – Vire-Normandie           | pagórkowaty                         | 201,5        | 3272 m             | Ben Healy              | Mathieu van der Poel |
| 7    | 11 lip | Saint-Malo – Mûr-de-Bretagne      | pagórkowaty                         | 197          | 2315 m             | Tadej Pogačar          | Tadej Pogačar        |
| 8    | 12 lip | Saint-Méen-le-Grand – Laval       | płaski                              | 171,4        | 1393 m             | Jonathan Milan         | Tadej Pogačar        |
| 9    | 13 lip | Chinon – Châteauroux              | płaski                              | 174,1        | 1310 m             | Tim Merlier            | Tadej Pogačar        |
| 10   | 14 lip | Ennezat – Puy de Sancy            | górski                              | 165,3        | 4346 m             | Simon Yates            | Ben Healy            |
| 11   | 16 lip | Tuluza – Tuluza                   | płaski                              | 156,8        | 1531 m             | Jonas Abrahamsen       | Ben Healy            |
| 12   | 17 lip | Auch – Hautacam                   | górski                              | 180,6        | 3876 m             | Tadej Pogačar          | Tadej Pogačar        |
| 13   | 18 lip | Loudenvielle – Peyragudes         | jazda indywidualna na czas pod górę | 10,9         | 675 m              | Tadej Pogačar          | Tadej Pogačar        |
| 14   | 19 lip | Pau – Superbagnères               | górski                              | 182,6        | 5048 m             | Thymen Arensman        | Tadej Pogačar        |
| 15   | 20 lip | Muret – Carcassonne               | pagórkowaty                         | 169,3        | 2315 m             | Tim Wellens            | Tadej Pogačar        |
| 16   | 22 lip | Montpellier – Mont Ventoux        | górski                              | 171,5        | 2934 m             | Valentin Paret-Peintre | Tadej Pogačar        |
| 17   | 23 lip | Bollène – Valence                 | płaski                              | 160,4        | 1722 m             | Jonathan Milan         | Tadej Pogačar        |
| 18   | 24 lip | Vif – Col de la Loze              | górski                              | 171,5        | 5792 m             | Ben O’Connor           | Tadej Pogačar        |
| 19   | 25 lip | Albertville – La Plagne           | górski                              | 93,1         | 3431 m             | Thymen Arensman        | Tadej Pogačar        |
| 20   | 26 lip | Nantua – Pontarlier               | pagórkowaty                         | 184,2        | 2892 m             | Kaden Groves           | Tadej Pogačar        |
| 21   | 27 lip | Mantes-la-Ville – Paryż           | płaski                              | 132,3        | 856 m              | Wout van Aert          | Tadej Pogačar        |

## Uczestnicy

### Drużyny
| WorldTeams (18)- Alpecin-Deceuninck - Arkéa-B&B Hotels - Bahrain-Victorious - Cofidis - Decathlon AG2R La Mondiale Team - EF Education-EasyPost - Groupama-FDJ - Ineos Grenadiers - Intermarché-Wanty - Lidl-Trek - Movistar Team - Red Bull-BORA-hansgrohe - Soudal Quick-Step - Team Jayco AlUla - Team Picnic-PostNL - Team Visma \| Lease a Bike - UAE Team Emirates XRG - XDS Astana Team ProTeams (5)- Lotto - Israel-Premier Tech - Team TotalEnergies - Tudor Pro Cycling Team - Uno-X Mobility |
| |

### Lista startowa
| UAE Team Emirates XRG UAD                            | UAE Team Emirates XRG UAD      | UAE Team Emirates XRG UAD |
| ---------------------------------------------------- | ------------------------------ | ------------------------- |
| Nr                                                   | Kolarz                         | Miejsce                   |
| 1                                                    | Tadej Pogačar (SLO) (szosa)    | 1.                        |
| 2                                                    | João Almeida (POR)             | DNF-9                     |
| 3                                                    | Jhonatan Narváez (ECU) (szosa) | 13.                       |
| 4                                                    | Nils Politt (GER)              | 75.                       |
| 5                                                    | Pawieł Siwakow (FRA)           | 87.                       |
| 6                                                    | Marc Soler (ESP)               | 29.                       |
| 7                                                    | Tim Wellens (BEL) (szosa)      | 37.                       |
| 8                                                    | Adam Yates (GBR)               | 24.                       |
| Dyrektor sportowy : Marco Marcato, Simone Pedrazzini |                                |                           |

| Team Visma \| Lease a Bike TVL                                         | Team Visma \| Lease a Bike TVL | Team Visma \| Lease a Bike TVL |
| ---------------------------------------------------------------------- | ------------------------------ | ------------------------------ |
| Nr                                                                     | Kolarz                         | Miejsce                        |
| 11                                                                     | Jonas Vingegaard (DEN)         | 2.                             |
| 12                                                                     | Edoardo Affini (ITA) (ITT)     | 118.                           |
| 13                                                                     | Tiesj Benoot (BEL)             | 54.                            |
| 14                                                                     | Victor Campenaerts (BEL)       | 28.                            |
| 15                                                                     | Matteo Jorgenson (USA)         | 19.                            |
| 16                                                                     | Sepp Kuss (USA)                | 17.                            |
| 17                                                                     | Wout van Aert (BEL)            | 67.                            |
| 18                                                                     | Simon Yates (GBR)              | 15.                            |
| Dyrektor sportowy : Frans Maassen, Arthur Van Dongen, Grischa Niermann |                                |                                |

| Soudal Quick-Step SOQ                          | Soudal Quick-Step SOQ             | Soudal Quick-Step SOQ |
| ---------------------------------------------- | --------------------------------- | --------------------- |
| Nr                                             | Kolarz                            | Miejsce               |
| 21                                             | Remco Evenepoel (BEL) (ITT)       | DNF-14                |
| 22                                             | Mattia Cattaneo (ITA)             | DNF-7                 |
| 23                                             | Pascal Eenkhoorn (NED)            |                       |
| 24                                             | Tim Merlier (BEL) (szosa)         |                       |
| 25                                             | Valentin Paret-Peintre (FRA)      |                       |
| 26                                             | Maximilian Schachmann (GER) (ITT) |                       |
| 27                                             | Bert Van Lerberghe (BEL)          |                       |
| 28                                             | Ilan Van Wilder (BEL)             |                       |
| Dyrektor sportowy : Klaas Lodewyck, Tom Steels |                                   |                       |

| EF Education-EasyPost EFE                           | EF Education-EasyPost EFE | EF Education-EasyPost EFE |
| --------------------------------------------------- | ------------------------- | ------------------------- |
| Nr                                                  | Kolarz                    | Miejsce                   |
| 31                                                  | Ben Healy (IRL)           |                           |
| 32                                                  | Vincenzo Albanese (ITA)   |                           |
| 33                                                  | Kasper Asgreen (DEN)      |                           |
| 34                                                  | Alex Baudin (FRA)         |                           |
| 35                                                  | Neilson Powless (USA)     |                           |
| 36                                                  | Harry Sweeny (AUS)        |                           |
| 37                                                  | Michael Valgren (DEN)     |                           |
| 38                                                  | Marijn van den Berg (NED) | DNS-10                    |
| Dyrektor sportowy : Andreas Klier, Charles Wegelius |                           |                           |

| Intermarché-Wanty IWA                                  | Intermarché-Wanty IWA           | Intermarché-Wanty IWA |
| ------------------------------------------------------ | ------------------------------- | --------------------- |
| Nr                                                     | Kolarz                          | Miejsce               |
| 41                                                     | Biniam Girmay (ERI)             |                       |
| 42                                                     | Louis Barré (FRA)               |                       |
| 43                                                     | Vito Braet (BEL)                |                       |
| 44                                                     | Hugo Page (FRA)                 |                       |
| 45                                                     | Laurenz Rex (BEL)               |                       |
| 46                                                     | Jonas Rutsch (GER)              |                       |
| 47                                                     | Roel van Sintmaartensdijk (NED) |                       |
| 48                                                     | Georg Zimmermann (GER) (szosa)  | DNS-10                |
| Dyrektor sportowy : Pieter Vanspeybrouck, Aike Visbeek |                                 |                       |

| Bahrain Victorious TBV                                   | Bahrain Victorious TBV  | Bahrain Victorious TBV |
| -------------------------------------------------------- | ----------------------- | ---------------------- |
| Nr                                                       | Kolarz                  | Miejsce                |
| 51                                                       | Santiago Buitrago (COL) |                        |
| 52                                                       | Phil Bauhaus (GER)      |                        |
| 53                                                       | Kamil Gradek (POL)      |                        |
| 54                                                       | Jack Haig (AUS)         | DNF-7                  |
| 55                                                       | Lenny Martinez (FRA)    |                        |
| 56                                                       | Matej Mohorič (SLO)     |                        |
| 57                                                       | Robert Stannard (AUS)   |                        |
| 58                                                       | Fred Wright (GBR)       |                        |
| Dyrektor sportowy : Roman Kreuziger, Vladimir Miholjević |                         |                        |

| Ineos Grenadiers IGD                                    | Ineos Grenadiers IGD        | Ineos Grenadiers IGD |
| ------------------------------------------------------- | --------------------------- | -------------------- |
| Nr                                                      | Kolarz                      | Miejsce              |
| 61                                                      | Geraint Thomas (GBR)        |                      |
| 62                                                      | Thymen Arensman (NED)       |                      |
| 63                                                      | Tobias Foss (NOR) (ITT)     |                      |
| 64                                                      | Filippo Ganna (ITA) (ITT)   | DNF-1                |
| 65                                                      | Axel Laurance (FRA)         |                      |
| 66                                                      | Carlos Rodríguez (ESP)      | DNS-18               |
| 67                                                      | Connor Swift (GBR)          |                      |
| 68                                                      | Samuel Watson (GBR) (szosa) |                      |
| Dyrektor sportowy : Kurt Asle Arvesen, Zakkari Dempster |                             |                      |

| Red Bull-Bora-Hansgrohe RBH                           | Red Bull-Bora-Hansgrohe RBH    | Red Bull-Bora-Hansgrohe RBH |
| ----------------------------------------------------- | ------------------------------ | --------------------------- |
| Nr                                                    | Kolarz                         | Miejsce                     |
| 71                                                    | Primož Roglič (SLO)            |                             |
| 72                                                    | Florian Lipowitz (GER)         |                             |
| 73                                                    | Jordi Meeus (BEL)              |                             |
| 74                                                    | Gianni Moscon (ITA)            |                             |
| 75                                                    | Laurence Pithie (NZL)          |                             |
| 76                                                    | Mick van Dijke (NED)           |                             |
| 77                                                    | Danny van Poppel (NED) (szosa) | DNS-17                      |
| 78                                                    | Aleksandr Własow               |                             |
| Dyrektor sportowy : Bernhard Eisel, Enrico Gasparotto |                                |                             |

| Lidl-Trek LTK                                     | Lidl-Trek LTK                    | Lidl-Trek LTK |
| ------------------------------------------------- | -------------------------------- | ------------- |
| Nr                                                | Kolarz                           | Miejsce       |
| 81                                                | Jonathan Milan (ITA)             |               |
| 82                                                | Simone Consonni (ITA)            |               |
| 83                                                | Thibau Nys (BEL)                 |               |
| 84                                                | Quinn Simmons (USA) (szosa)      |               |
| 85                                                | Mattias Skjelmose (DEN)          | DNF-14        |
| 86                                                | Toms Skujiņš (LAT) (szosa i ITT) |               |
| 87                                                | Jasper Stuyven (BEL)             |               |
| 88                                                | Edward Theuns (BEL)              |               |
| Dyrektor sportowy : Kim Andersen, Steven De Jongh |                                  |               |

| Groupama-FDJ GFC                                        | Groupama-FDJ GFC                | Groupama-FDJ GFC |
| ------------------------------------------------------- | ------------------------------- | ---------------- |
| Nr                                                      | Kolarz                          | Miejsce          |
| 91                                                      | Guillaume Martin-Guyonnet (FRA) |                  |
| 92                                                      | Lewis Askey (GBR)               |                  |
| 93                                                      | Cyril Barthe (FRA)              | DNS-18           |
| 94                                                      | Romain Grégoire (FRA)           |                  |
| 95                                                      | Valentin Madouas (FRA)          |                  |
| 96                                                      | Quentin Pacher (FRA)            |                  |
| 97                                                      | Paul Penhoët (FRA)              |                  |
| 98                                                      | Clément Russo (FRA)             |                  |
| Dyrektor sportowy : Stéphane Goubert, Benoît Vaugrenard |                                 |                  |

| Alpecin-Deceuninck ADC                                    | Alpecin-Deceuninck ADC     | Alpecin-Deceuninck ADC |
| --------------------------------------------------------- | -------------------------- | ---------------------- |
| Nr                                                        | Kolarz                     | Miejsce                |
| 101                                                       | Jasper Philipsen (BEL)     | DNF-3                  |
| 102                                                       | Silvan Dillier (SUI)       |                        |
| 103                                                       | Kaden Groves (AUS)         |                        |
| 104                                                       | Xandro Meurisse (BEL)      |                        |
| 105                                                       | Jonas Rickaert (BEL)       |                        |
| 106                                                       | Mathieu van der Poel (NED) | DNS-16                 |
| 107                                                       | Gianni Vermeersch (BEL)    |                        |
| 108                                                       | Emiel Verstrynge (BEL)     |                        |
| Dyrektor sportowy : Christoph Roodhooft, Frederik Willems |                            |                        |

| Tudor Pro Cycling Team TUD                              | Tudor Pro Cycling Team TUD | Tudor Pro Cycling Team TUD |
| ------------------------------------------------------- | -------------------------- | -------------------------- |
| Nr                                                      | Kolarz                     | Miejsce                    |
| 111                                                     | Julian Alaphilippe (FRA)   |                            |
| 112                                                     | Alberto Dainese (ITA)      |                            |
| 113                                                     | Marco Haller (AUT)         |                            |
| 114                                                     | Marc Hirschi (SUI)         |                            |
| 115                                                     | Fabian Lienhard (SUI)      |                            |
| 116                                                     | Marius Mayrhofer (GER)     |                            |
| 117                                                     | Michael Storer (AUS)       |                            |
| 118                                                     | Matteo Trentin (ITA)       |                            |
| Dyrektor sportowy : Sylvain Blanquefort, Matteo Tosatto |                            |                            |

| Team Jayco AlUla JAY                                 | Team Jayco AlUla JAY             | Team Jayco AlUla JAY |
| ---------------------------------------------------- | -------------------------------- | -------------------- |
| Nr                                                   | Kolarz                           | Miejsce              |
| 121                                                  | Ben O’Connor (AUS)               |                      |
| 122                                                  | Edward Dunbar (IRL)              | DNF-8                |
| 123                                                  | Luke Durbridge (AUS) (szosa)     |                      |
| 124                                                  | Dylan Groenewegen (NED)          |                      |
| 125                                                  | Luka Mezgec (SLO)                |                      |
| 126                                                  | Lucas Plapp (AUS) (ITT)          |                      |
| 127                                                  | Elmar Reinders (NED)             |                      |
| 128                                                  | Mauro Schmid (SUI) (szosa i ITT) |                      |
| Dyrektor sportowy : Steve Cummings, David McPartland |                                  |                      |

| Arkéa-B&B Hotels ARK                           | Arkéa-B&B Hotels ARK     | Arkéa-B&B Hotels ARK |
| ---------------------------------------------- | ------------------------ | -------------------- |
| Nr                                             | Kolarz                   | Miejsce              |
| 131                                            | Kévin Vauquelin (FRA)    |                      |
| 132                                            | Amaury Capiot (BEL)      |                      |
| 133                                            | Ewen Costiou (FRA)       |                      |
| 134                                            | Arnaud Démare (FRA)      |                      |
| 135                                            | Raúl García Pierna (ESP) |                      |
| 136                                            | Mathis Le Berre (FRA)    |                      |
| 137                                            | Cristián Rodríguez (ESP) |                      |
| 138                                            | Clément Venturini (FRA)  |                      |
| Dyrektor sportowy : Yvon Ledanois, Didier Rous |                          |                      |

| Movistar Team MOV                                             | Movistar Team MOV         | Movistar Team MOV |
| ------------------------------------------------------------- | ------------------------- | ----------------- |
| Nr                                                            | Kolarz                    | Miejsce           |
| 141                                                           | Enric Mas (ESP)           | DNF-18            |
| 142                                                           | William Barta (USA)       |                   |
| 143                                                           | Pablo Castrillo (ESP)     |                   |
| 144                                                           | Nelson Oliveira (POR)     |                   |
| 145                                                           | Iván García Cortina (ESP) |                   |
| 146                                                           | Gregor Mühlberger (AUT)   |                   |
| 147                                                           | Iván Romeo (ESP) (szosa)  |                   |
| 148                                                           | Einer Rubio (COL)         |                   |
| Dyrektor sportowy : José Vicente García Acosta, Pablo Lastras |                           |                   |

| Decathlon-AG2R La Mondiale DAT                   | Decathlon-AG2R La Mondiale DAT | Decathlon-AG2R La Mondiale DAT |
| ------------------------------------------------ | ------------------------------ | ------------------------------ |
| Nr                                               | Kolarz                         | Miejsce                        |
| 151                                              | Felix Gall (AUT)               |                                |
| 152                                              | Bruno Armirail (FRA) (ITT)     |                                |
| 153                                              | Clément Berthet (FRA)          |                                |
| 154                                              | Stefan Bissegger (SUI)         | DNF-1                          |
| 155                                              | Oliver Naesen (BEL)            |                                |
| 156                                              | Aurélien Paret-Peintre (FRA)   |                                |
| 157                                              | Callum Scotson (AUS)           |                                |
| 158                                              | Bastien Tronchon (FRA)         |                                |
| Dyrektor sportowy : Cyril Dessel, Sébastien Joly |                                |                                |

| Cofidis COF                                               | Cofidis COF            | Cofidis COF |
| --------------------------------------------------------- | ---------------------- | ----------- |
| Nr                                                        | Kolarz                 | Miejsce     |
| 161                                                       | Emanuel Buchmann (GER) |             |
| 162                                                       | Alex Aranburu (ESP)    |             |
| 163                                                       | Bryan Coquard (FRA)    | DNS-14      |
| 164                                                       | Ion Izagirre (ESP)     |             |
| 165                                                       | Alexis Renard (FRA)    |             |
| 166                                                       | Dylan Teuns (BEL)      |             |
| 167                                                       | Benjamin Thomas (FRA)  |             |
| 168                                                       | Damien Touzé (FRA)     |             |
| Dyrektor sportowy : Gorka Gerrikagoitia, Thierry Marichal |                        |             |

| XDS Astana Team XAT                               | XDS Astana Team XAT                    | XDS Astana Team XAT |
| ------------------------------------------------- | -------------------------------------- | ------------------- |
| Nr                                                | Kolarz                                 | Miejsce             |
| 171                                               | Harold Tejada (COL)                    |                     |
| 172                                               | Davide Ballerini (ITA)                 |                     |
| 173                                               | Cees Bol (NED)                         | DNS-12              |
| 174                                               | Clément Champoussin (FRA)              |                     |
| 175                                               | Jewgienij Fiodorow (KAZ) (szosa i ITT) | DNS-20              |
| 176                                               | Sergio Higuita (COL)                   |                     |
| 177                                               | Mike Teunissen (NED)                   |                     |
| 178                                               | Simone Velasco (ITA)                   |                     |
| Dyrektor sportowy : Dmitrij Fofonow, Mark Renshaw |                                        |                     |

| Team TotalEnergies TEN                             | Team TotalEnergies TEN   | Team TotalEnergies TEN |
| -------------------------------------------------- | ------------------------ | ---------------------- |
| Nr                                                 | Kolarz                   | Miejsce                |
| 181                                                | Steff Cras (BEL)         | DNF-14                 |
| 182                                                | Mathieu Burgaudeau (FRA) |                        |
| 183                                                | Alexandre Delettre (FRA) |                        |
| 184                                                | Thomas Gachignard (FRA)  |                        |
| 185                                                | Émilien Jeannière (FRA)  | DNS-5                  |
| 186                                                | Jordan Jegat (FRA)       |                        |
| 187                                                | Anthony Turgis (FRA)     |                        |
| 188                                                | Mattéo Vercher (FRA)     |                        |
| Dyrektor sportowy : Lylian Lebreton, Romain Sicard |                          |                        |

| Team Picnic-PostNL TPP                                 | Team Picnic-PostNL TPP     | Team Picnic-PostNL TPP |
| ------------------------------------------------------ | -------------------------- | ---------------------- |
| Nr                                                     | Kolarz                     | Miejsce                |
| 191                                                    | Oscar Onley (GBR)          |                        |
| 192                                                    | Warren Barguil (FRA)       |                        |
| 193                                                    | Pavel Bittner (CZE)        |                        |
| 194                                                    | Sean Flynn (GBR)           |                        |
| 195                                                    | Tobias Lund Andresen (DEN) |                        |
| 196                                                    | Niklas Märkl (GER)         |                        |
| 197                                                    | Tim Naberman (NED)         |                        |
| 198                                                    | Frank van den Broek (NED)  |                        |
| Dyrektor sportowy : Christian Guiberteau, Pim Ligthart |                            |                        |

| Israel-Premier Tech IPT                      | Israel-Premier Tech IPT | Israel-Premier Tech IPT |
| -------------------------------------------- | ----------------------- | ----------------------- |
| Nr                                           | Kolarz                  | Miejsce                 |
| 201                                          | Michael Woods (CAN)     |                         |
| 202                                          | Pascal Ackermann (GER)  |                         |
| 203                                          | Joseph Blackmore (GBR)  |                         |
| 204                                          | Guillaume Boivin (CAN)  |                         |
| 205                                          | Matis Louvel (FRA)      |                         |
| 206                                          | Aleksiej Łucenko (KAZ)  |                         |
| 207                                          | Krists Neilands (LAT)   |                         |
| 208                                          | Jake Stewart (GBR)      |                         |
| Dyrektor sportowy : Steve Bauer, Dror Pekatz |                         |                         |

| Lotto LOT                                      | Lotto LOT                 | Lotto LOT |
| ---------------------------------------------- | ------------------------- | --------- |
| Nr                                             | Kolarz                    | Miejsce   |
| 211                                            | Arnaud De Lie (BEL)       |           |
| 212                                            | Jenno Berckmoes (BEL)     |           |
| 213                                            | Jasper De Buyst (BEL)     | DNS-5     |
| 214                                            | Jarrad Drizners (AUS)     |           |
| 215                                            | Sébastien Grignard (BEL)  |           |
| 216                                            | Eduardo Sepúlveda (ARG)   |           |
| 217                                            | Lennert Van Eetvelt (BEL) | DNS-15    |
| 218                                            | Brent Van Moer (BEL)      |           |
| Dyrektor sportowy : Mario Aerts, Tony Gallopin |                           |           |

| Uno-X Mobility UXM                                                      | Uno-X Mobility UXM               | Uno-X Mobility UXM |
| ----------------------------------------------------------------------- | -------------------------------- | ------------------ |
| Nr                                                                      | Kolarz                           | Miejsce            |
| 221                                                                     | Tobias Halland Johannessen (NOR) | 6.                 |
| 222                                                                     | Jonas Abrahamsen (NOR)           | 71.                |
| 223                                                                     | Magnus Cort Nielsen (DEN)        | 130.               |
| 224                                                                     | Stian Fredheim (NOR)             | 139.               |
| 225                                                                     | Markus Hoelgaard (NOR)           | 64.                |
| 226                                                                     | Anders Halland Johannessen (NOR) | 76.                |
| 227                                                                     | Andreas Leknessund (NOR) (szosa) | 57.                |
| 228                                                                     | Søren Wærenskjold (NOR)          | DNF-10             |
| Dyrektor sportowy : Stig Kristiansen, Gabriel Rasch, Christian Andersen |                                  |                    |

| UAE Team Emirates XRG UAD                            | UAE Team Emirates XRG UAD      | UAE Team Emirates XRG UAD |
| ---------------------------------------------------- | ------------------------------ | ------------------------- |
| Nr                                                   | Kolarz                         | Miejsce                   |
| 1                                                    | Tadej Pogačar (SLO) (szosa)    | 1.                        |
| 2                                                    | João Almeida (POR)             | DNF-9                     |
| 3                                                    | Jhonatan Narváez (ECU) (szosa) | 13.                       |
| 4                                                    | Nils Politt (GER)              | 75.                       |
| 5                                                    | Pawieł Siwakow (FRA)           | 87.                       |
| 6                                                    | Marc Soler (ESP)               | 29.                       |
| 7                                                    | Tim Wellens (BEL) (szosa)      | 37.                       |
| 8                                                    | Adam Yates (GBR)               | 24.                       |
| Dyrektor sportowy : Marco Marcato, Simone Pedrazzini |                                |                           |

| Team Visma \| Lease a Bike TVL                                         | Team Visma \| Lease a Bike TVL | Team Visma \| Lease a Bike TVL |
| ---------------------------------------------------------------------- | ------------------------------ | ------------------------------ |
| Nr                                                                     | Kolarz                         | Miejsce                        |
| 11                                                                     | Jonas Vingegaard (DEN)         | 2.                             |
| 12                                                                     | Edoardo Affini (ITA) (ITT)     | 118.                           |
| 13                                                                     | Tiesj Benoot (BEL)             | 54.                            |
| 14                                                                     | Victor Campenaerts (BEL)       | 28.                            |
| 15                                                                     | Matteo Jorgenson (USA)         | 19.                            |
| 16                                                                     | Sepp Kuss (USA)                | 17.                            |
| 17                                                                     | Wout van Aert (BEL)            | 67.                            |
| 18                                                                     | Simon Yates (GBR)              | 15.                            |
| Dyrektor sportowy : Frans Maassen, Arthur Van Dongen, Grischa Niermann |                                |                                |

| Soudal Quick-Step SOQ                          | Soudal Quick-Step SOQ             | Soudal Quick-Step SOQ |
| ---------------------------------------------- | --------------------------------- | --------------------- |
| Nr                                             | Kolarz                            | Miejsce               |
| 21                                             | Remco Evenepoel (BEL) (ITT)       | DNF-14                |
| 22                                             | Mattia Cattaneo (ITA)             | DNF-7                 |
| 23                                             | Pascal Eenkhoorn (NED)            |                       |
| 24                                             | Tim Merlier (BEL) (szosa)         |                       |
| 25                                             | Valentin Paret-Peintre (FRA)      |                       |
| 26                                             | Maximilian Schachmann (GER) (ITT) |                       |
| 27                                             | Bert Van Lerberghe (BEL)          |                       |
| 28                                             | Ilan Van Wilder (BEL)             |                       |
| Dyrektor sportowy : Klaas Lodewyck, Tom Steels |                                   |                       |

| EF Education-EasyPost EFE                           | EF Education-EasyPost EFE | EF Education-EasyPost EFE |
| --------------------------------------------------- | ------------------------- | ------------------------- |
| Nr                                                  | Kolarz                    | Miejsce                   |
| 31                                                  | Ben Healy (IRL)           |                           |
| 32                                                  | Vincenzo Albanese (ITA)   |                           |
| 33                                                  | Kasper Asgreen (DEN)      |                           |
| 34                                                  | Alex Baudin (FRA)         |                           |
| 35                                                  | Neilson Powless (USA)     |                           |
| 36                                                  | Harry Sweeny (AUS)        |                           |
| 37                                                  | Michael Valgren (DEN)     |                           |
| 38                                                  | Marijn van den Berg (NED) | DNS-10                    |
| Dyrektor sportowy : Andreas Klier, Charles Wegelius |                           |                           |

| Intermarché-Wanty IWA                                  | Intermarché-Wanty IWA           | Intermarché-Wanty IWA |
| ------------------------------------------------------ | ------------------------------- | --------------------- |
| Nr                                                     | Kolarz                          | Miejsce               |
| 41                                                     | Biniam Girmay (ERI)             |                       |
| 42                                                     | Louis Barré (FRA)               |                       |
| 43                                                     | Vito Braet (BEL)                |                       |
| 44                                                     | Hugo Page (FRA)                 |                       |
| 45                                                     | Laurenz Rex (BEL)               |                       |
| 46                                                     | Jonas Rutsch (GER)              |                       |
| 47                                                     | Roel van Sintmaartensdijk (NED) |                       |
| 48                                                     | Georg Zimmermann (GER) (szosa)  | DNS-10                |
| Dyrektor sportowy : Pieter Vanspeybrouck, Aike Visbeek |                                 |                       |

| Bahrain Victorious TBV                                   | Bahrain Victorious TBV  | Bahrain Victorious TBV |
| -------------------------------------------------------- | ----------------------- | ---------------------- |
| Nr                                                       | Kolarz                  | Miejsce                |
| 51                                                       | Santiago Buitrago (COL) |                        |
| 52                                                       | Phil Bauhaus (GER)      |                        |
| 53                                                       | Kamil Gradek (POL)      |                        |
| 54                                                       | Jack Haig (AUS)         | DNF-7                  |
| 55                                                       | Lenny Martinez (FRA)    |                        |
| 56                                                       | Matej Mohorič (SLO)     |                        |
| 57                                                       | Robert Stannard (AUS)   |                        |
| 58                                                       | Fred Wright (GBR)       |                        |
| Dyrektor sportowy : Roman Kreuziger, Vladimir Miholjević |                         |                        |

| Ineos Grenadiers IGD                                    | Ineos Grenadiers IGD        | Ineos Grenadiers IGD |
| ------------------------------------------------------- | --------------------------- | -------------------- |
| Nr                                                      | Kolarz                      | Miejsce              |
| 61                                                      | Geraint Thomas (GBR)        |                      |
| 62                                                      | Thymen Arensman (NED)       |                      |
| 63                                                      | Tobias Foss (NOR) (ITT)     |                      |
| 64                                                      | Filippo Ganna (ITA) (ITT)   | DNF-1                |
| 65                                                      | Axel Laurance (FRA)         |                      |
| 66                                                      | Carlos Rodríguez (ESP)      | DNS-18               |
| 67                                                      | Connor Swift (GBR)          |                      |
| 68                                                      | Samuel Watson (GBR) (szosa) |                      |
| Dyrektor sportowy : Kurt Asle Arvesen, Zakkari Dempster |                             |                      |

| Red Bull-Bora-Hansgrohe RBH                           | Red Bull-Bora-Hansgrohe RBH    | Red Bull-Bora-Hansgrohe RBH |
| ----------------------------------------------------- | ------------------------------ | --------------------------- |
| Nr                                                    | Kolarz                         | Miejsce                     |
| 71                                                    | Primož Roglič (SLO)            |                             |
| 72                                                    | Florian Lipowitz (GER)         |                             |
| 73                                                    | Jordi Meeus (BEL)              |                             |
| 74                                                    | Gianni Moscon (ITA)            |                             |
| 75                                                    | Laurence Pithie (NZL)          |                             |
| 76                                                    | Mick van Dijke (NED)           |                             |
| 77                                                    | Danny van Poppel (NED) (szosa) | DNS-17                      |
| 78                                                    | Aleksandr Własow               |                             |
| Dyrektor sportowy : Bernhard Eisel, Enrico Gasparotto |                                |                             |

| Lidl-Trek LTK                                     | Lidl-Trek LTK                    | Lidl-Trek LTK |
| ------------------------------------------------- | -------------------------------- | ------------- |
| Nr                                                | Kolarz                           | Miejsce       |
| 81                                                | Jonathan Milan (ITA)             |               |
| 82                                                | Simone Consonni (ITA)            |               |
| 83                                                | Thibau Nys (BEL)                 |               |
| 84                                                | Quinn Simmons (USA) (szosa)      |               |
| 85                                                | Mattias Skjelmose (DEN)          | DNF-14        |
| 86                                                | Toms Skujiņš (LAT) (szosa i ITT) |               |
| 87                                                | Jasper Stuyven (BEL)             |               |
| 88                                                | Edward Theuns (BEL)              |               |
| Dyrektor sportowy : Kim Andersen, Steven De Jongh |                                  |               |

| Groupama-FDJ GFC                                        | Groupama-FDJ GFC                | Groupama-FDJ GFC |
| ------------------------------------------------------- | ------------------------------- | ---------------- |
| Nr                                                      | Kolarz                          | Miejsce          |
| 91                                                      | Guillaume Martin-Guyonnet (FRA) |                  |
| 92                                                      | Lewis Askey (GBR)               |                  |
| 93                                                      | Cyril Barthe (FRA)              | DNS-18           |
| 94                                                      | Romain Grégoire (FRA)           |                  |
| 95                                                      | Valentin Madouas (FRA)          |                  |
| 96                                                      | Quentin Pacher (FRA)            |                  |
| 97                                                      | Paul Penhoët (FRA)              |                  |
| 98                                                      | Clément Russo (FRA)             |                  |
| Dyrektor sportowy : Stéphane Goubert, Benoît Vaugrenard |                                 |                  |

| Alpecin-Deceuninck ADC                                    | Alpecin-Deceuninck ADC     | Alpecin-Deceuninck ADC |
| --------------------------------------------------------- | -------------------------- | ---------------------- |
| Nr                                                        | Kolarz                     | Miejsce                |
| 101                                                       | Jasper Philipsen (BEL)     | DNF-3                  |
| 102                                                       | Silvan Dillier (SUI)       |                        |
| 103                                                       | Kaden Groves (AUS)         |                        |
| 104                                                       | Xandro Meurisse (BEL)      |                        |
| 105                                                       | Jonas Rickaert (BEL)       |                        |
| 106                                                       | Mathieu van der Poel (NED) | DNS-16                 |
| 107                                                       | Gianni Vermeersch (BEL)    |                        |
| 108                                                       | Emiel Verstrynge (BEL)     |                        |
| Dyrektor sportowy : Christoph Roodhooft, Frederik Willems |                            |                        |

| Tudor Pro Cycling Team TUD                              | Tudor Pro Cycling Team TUD | Tudor Pro Cycling Team TUD |
| ------------------------------------------------------- | -------------------------- | -------------------------- |
| Nr                                                      | Kolarz                     | Miejsce                    |
| 111                                                     | Julian Alaphilippe (FRA)   |                            |
| 112                                                     | Alberto Dainese (ITA)      |                            |
| 113                                                     | Marco Haller (AUT)         |                            |
| 114                                                     | Marc Hirschi (SUI)         |                            |
| 115                                                     | Fabian Lienhard (SUI)      |                            |
| 116                                                     | Marius Mayrhofer (GER)     |                            |
| 117                                                     | Michael Storer (AUS)       |                            |
| 118                                                     | Matteo Trentin (ITA)       |                            |
| Dyrektor sportowy : Sylvain Blanquefort, Matteo Tosatto |                            |                            |

| Team Jayco AlUla JAY                                 | Team Jayco AlUla JAY             | Team Jayco AlUla JAY |
| ---------------------------------------------------- | -------------------------------- | -------------------- |
| Nr                                                   | Kolarz                           | Miejsce              |
| 121                                                  | Ben O’Connor (AUS)               |                      |
| 122                                                  | Edward Dunbar (IRL)              | DNF-8                |
| 123                                                  | Luke Durbridge (AUS) (szosa)     |                      |
| 124                                                  | Dylan Groenewegen (NED)          |                      |
| 125                                                  | Luka Mezgec (SLO)                |                      |
| 126                                                  | Lucas Plapp (AUS) (ITT)          |                      |
| 127                                                  | Elmar Reinders (NED)             |                      |
| 128                                                  | Mauro Schmid (SUI) (szosa i ITT) |                      |
| Dyrektor sportowy : Steve Cummings, David McPartland |                                  |                      |

| Arkéa-B&B Hotels ARK                           | Arkéa-B&B Hotels ARK     | Arkéa-B&B Hotels ARK |
| ---------------------------------------------- | ------------------------ | -------------------- |
| Nr                                             | Kolarz                   | Miejsce              |
| 131                                            | Kévin Vauquelin (FRA)    |                      |
| 132                                            | Amaury Capiot (BEL)      |                      |
| 133                                            | Ewen Costiou (FRA)       |                      |
| 134                                            | Arnaud Démare (FRA)      |                      |
| 135                                            | Raúl García Pierna (ESP) |                      |
| 136                                            | Mathis Le Berre (FRA)    |                      |
| 137                                            | Cristián Rodríguez (ESP) |                      |
| 138                                            | Clément Venturini (FRA)  |                      |
| Dyrektor sportowy : Yvon Ledanois, Didier Rous |                          |                      |

| Movistar Team MOV                                             | Movistar Team MOV         | Movistar Team MOV |
| ------------------------------------------------------------- | ------------------------- | ----------------- |
| Nr                                                            | Kolarz                    | Miejsce           |
| 141                                                           | Enric Mas (ESP)           | DNF-18            |
| 142                                                           | William Barta (USA)       |                   |
| 143                                                           | Pablo Castrillo (ESP)     |                   |
| 144                                                           | Nelson Oliveira (POR)     |                   |
| 145                                                           | Iván García Cortina (ESP) |                   |
| 146                                                           | Gregor Mühlberger (AUT)   |                   |
| 147                                                           | Iván Romeo (ESP) (szosa)  |                   |
| 148                                                           | Einer Rubio (COL)         |                   |
| Dyrektor sportowy : José Vicente García Acosta, Pablo Lastras |                           |                   |

| Decathlon-AG2R La Mondiale DAT                   | Decathlon-AG2R La Mondiale DAT | Decathlon-AG2R La Mondiale DAT |
| ------------------------------------------------ | ------------------------------ | ------------------------------ |
| Nr                                               | Kolarz                         | Miejsce                        |
| 151                                              | Felix Gall (AUT)               |                                |
| 152                                              | Bruno Armirail (FRA) (ITT)     |                                |
| 153                                              | Clément Berthet (FRA)          |                                |
| 154                                              | Stefan Bissegger (SUI)         | DNF-1                          |
| 155                                              | Oliver Naesen (BEL)            |                                |
| 156                                              | Aurélien Paret-Peintre (FRA)   |                                |
| 157                                              | Callum Scotson (AUS)           |                                |
| 158                                              | Bastien Tronchon (FRA)         |                                |
| Dyrektor sportowy : Cyril Dessel, Sébastien Joly |                                |                                |

| Cofidis COF                                               | Cofidis COF            | Cofidis COF |
| --------------------------------------------------------- | ---------------------- | ----------- |
| Nr                                                        | Kolarz                 | Miejsce     |
| 161                                                       | Emanuel Buchmann (GER) |             |
| 162                                                       | Alex Aranburu (ESP)    |             |
| 163                                                       | Bryan Coquard (FRA)    | DNS-14      |
| 164                                                       | Ion Izagirre (ESP)     |             |
| 165                                                       | Alexis Renard (FRA)    |             |
| 166                                                       | Dylan Teuns (BEL)      |             |
| 167                                                       | Benjamin Thomas (FRA)  |             |
| 168                                                       | Damien Touzé (FRA)     |             |
| Dyrektor sportowy : Gorka Gerrikagoitia, Thierry Marichal |                        |             |

| XDS Astana Team XAT                               | XDS Astana Team XAT                    | XDS Astana Team XAT |
| ------------------------------------------------- | -------------------------------------- | ------------------- |
| Nr                                                | Kolarz                                 | Miejsce             |
| 171                                               | Harold Tejada (COL)                    |                     |
| 172                                               | Davide Ballerini (ITA)                 |                     |
| 173                                               | Cees Bol (NED)                         | DNS-12              |
| 174                                               | Clément Champoussin (FRA)              |                     |
| 175                                               | Jewgienij Fiodorow (KAZ) (szosa i ITT) | DNS-20              |
| 176                                               | Sergio Higuita (COL)                   |                     |
| 177                                               | Mike Teunissen (NED)                   |                     |
| 178                                               | Simone Velasco (ITA)                   |                     |
| Dyrektor sportowy : Dmitrij Fofonow, Mark Renshaw |                                        |                     |

| Team TotalEnergies TEN                             | Team TotalEnergies TEN   | Team TotalEnergies TEN |
| -------------------------------------------------- | ------------------------ | ---------------------- |
| Nr                                                 | Kolarz                   | Miejsce                |
| 181                                                | Steff Cras (BEL)         | DNF-14                 |
| 182                                                | Mathieu Burgaudeau (FRA) |                        |
| 183                                                | Alexandre Delettre (FRA) |                        |
| 184                                                | Thomas Gachignard (FRA)  |                        |
| 185                                                | Émilien Jeannière (FRA)  | DNS-5                  |
| 186                                                | Jordan Jegat (FRA)       |                        |
| 187                                                | Anthony Turgis (FRA)     |                        |
| 188                                                | Mattéo Vercher (FRA)     |                        |
| Dyrektor sportowy : Lylian Lebreton, Romain Sicard |                          |                        |

| Team Picnic-PostNL TPP                                 | Team Picnic-PostNL TPP     | Team Picnic-PostNL TPP |
| ------------------------------------------------------ | -------------------------- | ---------------------- |
| Nr                                                     | Kolarz                     | Miejsce                |
| 191                                                    | Oscar Onley (GBR)          |                        |
| 192                                                    | Warren Barguil (FRA)       |                        |
| 193                                                    | Pavel Bittner (CZE)        |                        |
| 194                                                    | Sean Flynn (GBR)           |                        |
| 195                                                    | Tobias Lund Andresen (DEN) |                        |
| 196                                                    | Niklas Märkl (GER)         |                        |
| 197                                                    | Tim Naberman (NED)         |                        |
| 198                                                    | Frank van den Broek (NED)  |                        |
| Dyrektor sportowy : Christian Guiberteau, Pim Ligthart |                            |                        |

| Israel-Premier Tech IPT                      | Israel-Premier Tech IPT | Israel-Premier Tech IPT |
| -------------------------------------------- | ----------------------- | ----------------------- |
| Nr                                           | Kolarz                  | Miejsce                 |
| 201                                          | Michael Woods (CAN)     |                         |
| 202                                          | Pascal Ackermann (GER)  |                         |
| 203                                          | Joseph Blackmore (GBR)  |                         |
| 204                                          | Guillaume Boivin (CAN)  |                         |
| 205                                          | Matis Louvel (FRA)      |                         |
| 206                                          | Aleksiej Łucenko (KAZ)  |                         |
| 207                                          | Krists Neilands (LAT)   |                         |
| 208                                          | Jake Stewart (GBR)      |                         |
| Dyrektor sportowy : Steve Bauer, Dror Pekatz |                         |                         |

| Lotto LOT                                      | Lotto LOT                 | Lotto LOT |
| ---------------------------------------------- | ------------------------- | --------- |
| Nr                                             | Kolarz                    | Miejsce   |
| 211                                            | Arnaud De Lie (BEL)       |           |
| 212                                            | Jenno Berckmoes (BEL)     |           |
| 213                                            | Jasper De Buyst (BEL)     | DNS-5     |
| 214                                            | Jarrad Drizners (AUS)     |           |
| 215                                            | Sébastien Grignard (BEL)  |           |
| 216                                            | Eduardo Sepúlveda (ARG)   |           |
| 217                                            | Lennert Van Eetvelt (BEL) | DNS-15    |
| 218                                            | Brent Van Moer (BEL)      |           |
| Dyrektor sportowy : Mario Aerts, Tony Gallopin |                           |           |

| Uno-X Mobility UXM                                                      | Uno-X Mobility UXM               | Uno-X Mobility UXM |
| ----------------------------------------------------------------------- | -------------------------------- | ------------------ |
| Nr                                                                      | Kolarz                           | Miejsce            |
| 221                                                                     | Tobias Halland Johannessen (NOR) | 6.                 |
| 222                                                                     | Jonas Abrahamsen (NOR)           | 71.                |
| 223                                                                     | Magnus Cort Nielsen (DEN)        | 130.               |
| 224                                                                     | Stian Fredheim (NOR)             | 139.               |
| 225                                                                     | Markus Hoelgaard (NOR)           | 64.                |
| 226                                                                     | Anders Halland Johannessen (NOR) | 76.                |
| 227                                                                     | Andreas Leknessund (NOR) (szosa) | 57.                |
| 228                                                                     | Søren Wærenskjold (NOR)          | DNF-10             |
| Dyrektor sportowy : Stig Kristiansen, Gabriel Rasch, Christian Andersen |                                  |                    |

Legenda: DNF – nie ukończył etapu, OTL – przekroczył limit czasu, DNS – nie wystartował do etapu, DSQ – zdyskwalifikowany. Numer przy skrócie oznacza etap, na którym kolarz opuścił wyścig.

## Wyniki etapów

### Etap 1
| Lille - Lille | płaski | (184,9 km) |

| \| Klasyfikacja etapu \| Klasyfikacja etapu \| Klasyfikacja etapu \| Klasyfikacja etapu \| Klasyfikacja etapu \| \| Kolarz \| Kolarz \| Państwo \| Drużyna \| Czas \| \| ------------------ \| ------------------ \| ------------------ \| -------------------------- \| ------------------ \| \| 1. \| Jasper Philipsen \| Belgia \| Alpecin-Deceuninck \| 3h 53' 11" \| \| 2. \| Biniam Girmay \| Erytrea \| Intermarché-Wanty \| + 0" \| \| 3. \| Søren Wærenskjold \| Norwegia \| Uno-X Mobility \| + 0" \| \| 4. \| Anthony Turgis \| Francja \| Team TotalEnergies \| + 0" \| \| 5. \| Matteo Trentin \| Włochy \| Tudor Pro Cycling Team \| + 0" \| \| 6. \| Clément Russo \| Francja \| Groupama-FDJ \| + 0" \| \| 7. \| Paul Penhoët \| Francja \| Groupama-FDJ \| + 0" \| \| 8. \| Matteo Jorgenson \| Stany Zjednoczone \| Team Visma \\| Lease a Bike \| + 0" \| \| 9. \| Marius Mayrhofer \| Niemcy \| Tudor Pro Cycling Team \| + 0" \| \| 10. \| Samuel Watson \| Wielka Brytania \| Ineos Grenadiers \| + 0" \| |                   |                   |                            |            |
| |                   |                   |                            |            |
| Źródła: ProCyclingStats Cycling Quotient |                   |                   |                            |            |
| Klasyfikacja etapu |                   |                   |                            |            |
| Kolarz | Kolarz            | Państwo           | Drużyna                    | Czas       |
| 1. | Jasper Philipsen  | Belgia            | Alpecin-Deceuninck         | 3h 53' 11" |
| 2. | Biniam Girmay     | Erytrea           | Intermarché-Wanty          | + 0"       |
| 3. | Søren Wærenskjold | Norwegia          | Uno-X Mobility             | + 0"       |
| 4. | Anthony Turgis    | Francja           | Team TotalEnergies         | + 0"       |
| 5. | Matteo Trentin    | Włochy            | Tudor Pro Cycling Team     | + 0"       |
| 6. | Clément Russo     | Francja           | Groupama-FDJ               | + 0"       |
| 7. | Paul Penhoët      | Francja           | Groupama-FDJ               | + 0"       |
| 8. | Matteo Jorgenson  | Stany Zjednoczone | Team Visma \| Lease a Bike | + 0"       |
| 9. | Marius Mayrhofer  | Niemcy            | Tudor Pro Cycling Team     | + 0"       |
| 10. | Samuel Watson     | Wielka Brytania   | Ineos Grenadiers           | + 0"       |

| \| Klasyfikacja generalna \| Klasyfikacja generalna \| Klasyfikacja generalna \| Klasyfikacja generalna \| Klasyfikacja generalna \| \| Kolarz \| Kolarz \| Państwo \| Drużyna \| Czas \| \| ---------------------- \| ---------------------- \| ---------------------- \| -------------------------- \| ---------------------- \| \| 1. \| Jasper Philipsen \| Belgia \| Alpecin-Deceuninck \| 3h 53' 01" \| \| 2. \| Biniam Girmay \| Erytrea \| Intermarché-Wanty \| + 4" \| \| 3. \| Søren Wærenskjold \| Norwegia \| Uno-X Mobility \| + 6" \| \| 4. \| Anthony Turgis \| Francja \| Team TotalEnergies \| + 10" \| \| 5. \| Matteo Trentin \| Włochy \| Tudor Pro Cycling Team \| + 10" \| \| 6. \| Clément Russo \| Francja \| Groupama-FDJ \| + 10" \| \| 7. \| Paul Penhoët \| Francja \| Groupama-FDJ \| + 10" \| \| 8. \| Matteo Jorgenson \| Stany Zjednoczone \| Team Visma \\| Lease a Bike \| + 10" \| \| 9. \| Marius Mayrhofer \| Niemcy \| Tudor Pro Cycling Team \| + 10" \| \| 10. \| Samuel Watson \| Wielka Brytania \| Ineos Grenadiers \| + 10" \| |                   |                   |                            |            |
| |                   |                   |                            |            |
| Źródła: ProCyclingStats Cycling Quotient |                   |                   |                            |            |
| Klasyfikacja generalna |                   |                   |                            |            |
| Kolarz | Kolarz            | Państwo           | Drużyna                    | Czas       |
| 1. | Jasper Philipsen  | Belgia            | Alpecin-Deceuninck         | 3h 53' 01" |
| 2. | Biniam Girmay     | Erytrea           | Intermarché-Wanty          | + 4"       |
| 3. | Søren Wærenskjold | Norwegia          | Uno-X Mobility             | + 6"       |
| 4. | Anthony Turgis    | Francja           | Team TotalEnergies         | + 10"      |
| 5. | Matteo Trentin    | Włochy            | Tudor Pro Cycling Team     | + 10"      |
| 6. | Clément Russo     | Francja           | Groupama-FDJ               | + 10"      |
| 7. | Paul Penhoët      | Francja           | Groupama-FDJ               | + 10"      |
| 8. | Matteo Jorgenson  | Stany Zjednoczone | Team Visma \| Lease a Bike | + 10"      |
| 9. | Marius Mayrhofer  | Niemcy            | Tudor Pro Cycling Team     | + 10"      |
| 10. | Samuel Watson     | Wielka Brytania   | Ineos Grenadiers           | + 10"      |

### Etap 2
| Lauwin-Planque - Boulogne-sur-Mer | pagórkowaty | (209,1 km) |

| \| Klasyfikacja etapu \| Klasyfikacja etapu \| Klasyfikacja etapu \| Klasyfikacja etapu \| Klasyfikacja etapu \| \| Kolarz \| Kolarz \| Państwo \| Drużyna \| Czas \| \| ------------------ \| ---------------------- \| ------------------ \| -------------------------- \| ------------------ \| \| 1. \| Mathieu van der Poel \| Holandia \| Alpecin-Deceuninck \| 4h 45' 41" \| \| 2. \| Tadej Pogačar \| Słowenia \| UAE Team Emirates XRG \| + 0" \| \| 3. \| Jonas Vingegaard \| Dania \| Team Visma \\| Lease a Bike \| + 0" \| \| 4. \| Romain Grégoire \| Francja \| Groupama-FDJ \| + 0" \| \| 5. \| Julian Alaphilippe \| Francja \| Tudor Pro Cycling Team \| + 0" \| \| 6. \| Oscar Onley \| Wielka Brytania \| Team Picnic-PostNL \| + 0" \| \| 7. \| Aurélien Paret-Peintre \| Francja \| Decathlon-AG2R La Mondiale \| + 0" \| \| 8. \| Kévin Vauquelin \| Francja \| Arkéa-B&B Hotels \| + 0" \| \| 9. \| Simone Velasco \| Włochy \| XDS Astana Team \| + 0" \| \| 10. \| Jenno Berckmoes \| Belgia \| Lotto \| + 0" \| |                        |                 |                            |            |
| |                        |                 |                            |            |
| Źródła: ProCyclingStats Cycling Quotient |                        |                 |                            |            |
| Klasyfikacja etapu |                        |                 |                            |            |
| Kolarz | Kolarz                 | Państwo         | Drużyna                    | Czas       |
| 1. | Mathieu van der Poel   | Holandia        | Alpecin-Deceuninck         | 4h 45' 41" |
| 2. | Tadej Pogačar          | Słowenia        | UAE Team Emirates XRG      | + 0"       |
| 3. | Jonas Vingegaard       | Dania           | Team Visma \| Lease a Bike | + 0"       |
| 4. | Romain Grégoire        | Francja         | Groupama-FDJ               | + 0"       |
| 5. | Julian Alaphilippe     | Francja         | Tudor Pro Cycling Team     | + 0"       |
| 6. | Oscar Onley            | Wielka Brytania | Team Picnic-PostNL         | + 0"       |
| 7. | Aurélien Paret-Peintre | Francja         | Decathlon-AG2R La Mondiale | + 0"       |
| 8. | Kévin Vauquelin        | Francja         | Arkéa-B&B Hotels           | + 0"       |
| 9. | Simone Velasco         | Włochy          | XDS Astana Team            | + 0"       |
| 10. | Jenno Berckmoes        | Belgia          | Lotto                      | + 0"       |

| \| Klasyfikacja generalna \| Klasyfikacja generalna \| Klasyfikacja generalna \| Klasyfikacja generalna \| Klasyfikacja generalna \| \| Kolarz \| Kolarz \| Państwo \| Drużyna \| Czas \| \| ---------------------- \| -------------------------- \| ---------------------- \| -------------------------- \| ---------------------- \| \| 1. \| Mathieu van der Poel \| Holandia \| Alpecin-Deceuninck \| + 8h 38' 42" \| \| 2. \| Tadej Pogačar \| Słowenia \| UAE Team Emirates XRG \| + 4" \| \| 3. \| Jonas Vingegaard \| Dania \| Team Visma \\| Lease a Bike \| + 6" \| \| 4. \| Kévin Vauquelin \| Francja \| Arkéa-B&B Hotels \| + 10" \| \| 5. \| Matteo Jorgenson \| Stany Zjednoczone \| Team Visma \\| Lease a Bike \| + 10" \| \| 6. \| Enric Mas \| Hiszpania \| Movistar Team \| + 10" \| \| 7. \| Jasper Philipsen \| Belgia \| Alpecin-Deceuninck \| + 31" \| \| 8. \| Joseph Blackmore \| Wielka Brytania \| Israel-Premier Tech \| + 41" \| \| 9. \| Tobias Halland Johannessen \| Norwegia \| Uno-X Mobility \| + 41" \| \| 10. \| Ben O’Connor \| Australia \| Team Jayco AlUla \| + 41" \| |                            |                   |                            |              |
| |                            |                   |                            |              |
| Źródła: ProCyclingStats Cycling Quotient |                            |                   |                            |              |
| Klasyfikacja generalna |                            |                   |                            |              |
| Kolarz | Kolarz                     | Państwo           | Drużyna                    | Czas         |
| 1. | Mathieu van der Poel       | Holandia          | Alpecin-Deceuninck         | + 8h 38' 42" |
| 2. | Tadej Pogačar              | Słowenia          | UAE Team Emirates XRG      | + 4"         |
| 3. | Jonas Vingegaard           | Dania             | Team Visma \| Lease a Bike | + 6"         |
| 4. | Kévin Vauquelin            | Francja           | Arkéa-B&B Hotels           | + 10"        |
| 5. | Matteo Jorgenson           | Stany Zjednoczone | Team Visma \| Lease a Bike | + 10"        |
| 6. | Enric Mas                  | Hiszpania         | Movistar Team              | + 10"        |
| 7. | Jasper Philipsen           | Belgia            | Alpecin-Deceuninck         | + 31"        |
| 8. | Joseph Blackmore           | Wielka Brytania   | Israel-Premier Tech        | + 41"        |
| 9. | Tobias Halland Johannessen | Norwegia          | Uno-X Mobility             | + 41"        |
| 10. | Ben O’Connor               | Australia         | Team Jayco AlUla           | + 41"        |

### Etap 3
| Valenciennes - Dunkierka | płaski | (178,3 km) |

| \| Klasyfikacja etapu \| Klasyfikacja etapu \| Klasyfikacja etapu \| Klasyfikacja etapu \| Klasyfikacja etapu \| \| Kolarz \| Kolarz \| Państwo \| Drużyna \| Czas \| \| ------------------ \| ------------------ \| ------------------ \| ---------------------- \| ------------------ \| \| 1. \| Tim Merlier \| Belgia \| Soudal Quick-Step \| 4h 16' 55" \| \| 2. \| Jonathan Milan \| Włochy \| Lidl-Trek \| + 0" \| \| 3. \| Phil Bauhaus \| Niemcy \| Bahrain Victorious \| + 0" \| \| 4. \| Søren Wærenskjold \| Norwegia \| Uno-X Mobility \| + 0" \| \| 5. \| Pavel Bittner \| Czechy \| Team Picnic-PostNL \| + 0" \| \| 6. \| Biniam Girmay \| Erytrea \| Intermarché-Wanty \| + 0" \| \| 7. \| Kaden Groves \| Australia \| Alpecin-Deceuninck \| + 0" \| \| 8. \| Pascal Ackermann \| Niemcy \| Israel-Premier Tech \| + 0" \| \| 9. \| Amaury Capiot \| Belgia \| Arkéa-B&B Hotels \| + 0" \| \| 10. \| Alberto Dainese \| Włochy \| Tudor Pro Cycling Team \| + 0" \| |                   |           |                        |            |
| |                   |           |                        |            |
| Źródła: ProCyclingStats Cycling Quotient |                   |           |                        |            |
| Klasyfikacja etapu |                   |           |                        |            |
| Kolarz | Kolarz            | Państwo   | Drużyna                | Czas       |
| 1. | Tim Merlier       | Belgia    | Soudal Quick-Step      | 4h 16' 55" |
| 2. | Jonathan Milan    | Włochy    | Lidl-Trek              | + 0"       |
| 3. | Phil Bauhaus      | Niemcy    | Bahrain Victorious     | + 0"       |
| 4. | Søren Wærenskjold | Norwegia  | Uno-X Mobility         | + 0"       |
| 5. | Pavel Bittner     | Czechy    | Team Picnic-PostNL     | + 0"       |
| 6. | Biniam Girmay     | Erytrea   | Intermarché-Wanty      | + 0"       |
| 7. | Kaden Groves      | Australia | Alpecin-Deceuninck     | + 0"       |
| 8. | Pascal Ackermann  | Niemcy    | Israel-Premier Tech    | + 0"       |
| 9. | Amaury Capiot     | Belgia    | Arkéa-B&B Hotels       | + 0"       |
| 10. | Alberto Dainese   | Włochy    | Tudor Pro Cycling Team | + 0"       |

| \| Klasyfikacja generalna \| Klasyfikacja generalna \| Klasyfikacja generalna \| Klasyfikacja generalna \| Klasyfikacja generalna \| \| Kolarz \| Kolarz \| Państwo \| Drużyna \| Czas \| \| ---------------------- \| -------------------------- \| ---------------------- \| -------------------------- \| ---------------------- \| \| 1. \| Mathieu van der Poel \| Holandia \| Alpecin-Deceuninck \| 12h 55' 37" \| \| 2. \| Tadej Pogačar \| Słowenia \| UAE Team Emirates XRG \| + 4" \| \| 3. \| Jonas Vingegaard \| Dania \| Team Visma \\| Lease a Bike \| + 6" \| \| 4. \| Kévin Vauquelin \| Francja \| Arkéa-B&B Hotels \| + 10" \| \| 5. \| Matteo Jorgenson \| Stany Zjednoczone \| Team Visma \\| Lease a Bike \| + 10" \| \| 6. \| Enric Mas \| Hiszpania \| Movistar Team \| + 10" \| \| 7. \| Joseph Blackmore \| Wielka Brytania \| Israel-Premier Tech \| + 41" \| \| 8. \| Tobias Halland Johannessen \| Norwegia \| Uno-X Mobility \| + 41" \| \| 9. \| Ben O’Connor \| Australia \| Team Jayco AlUla \| + 41" \| \| 10. \| Emanuel Buchmann \| Niemcy \| Cofidis \| + 49" \| |                            |                   |                            |             |
| |                            |                   |                            |             |
| Źródła: ProCyclingStats Cycling Quotient |                            |                   |                            |             |
| Klasyfikacja generalna |                            |                   |                            |             |
| Kolarz | Kolarz                     | Państwo           | Drużyna                    | Czas        |
| 1. | Mathieu van der Poel       | Holandia          | Alpecin-Deceuninck         | 12h 55' 37" |
| 2. | Tadej Pogačar              | Słowenia          | UAE Team Emirates XRG      | + 4"        |
| 3. | Jonas Vingegaard           | Dania             | Team Visma \| Lease a Bike | + 6"        |
| 4. | Kévin Vauquelin            | Francja           | Arkéa-B&B Hotels           | + 10"       |
| 5. | Matteo Jorgenson           | Stany Zjednoczone | Team Visma \| Lease a Bike | + 10"       |
| 6. | Enric Mas                  | Hiszpania         | Movistar Team              | + 10"       |
| 7. | Joseph Blackmore           | Wielka Brytania   | Israel-Premier Tech        | + 41"       |
| 8. | Tobias Halland Johannessen | Norwegia          | Uno-X Mobility             | + 41"       |
| 9. | Ben O’Connor               | Australia         | Team Jayco AlUla           | + 41"       |
| 10. | Emanuel Buchmann           | Niemcy            | Cofidis                    | + 49"       |

### Etap 4
| Amiens - Rouen | pagórkowaty | (174,2 km) |

| \| Klasyfikacja etapu \| Klasyfikacja etapu \| Klasyfikacja etapu \| Klasyfikacja etapu \| Klasyfikacja etapu \| \| Kolarz \| Kolarz \| Państwo \| Drużyna \| Czas \| \| ------------------ \| -------------------- \| ------------------ \| -------------------------- \| ------------------ \| \| 1. \| Tadej Pogačar \| Słowenia \| UAE Team Emirates XRG \| 3h 50' 29" \| \| 2. \| Mathieu van der Poel \| Holandia \| Alpecin-Deceuninck \| + 0" \| \| 3. \| Jonas Vingegaard \| Dania \| Team Visma \\| Lease a Bike \| + 0" \| \| 4. \| Oscar Onley \| Wielka Brytania \| Team Picnic-PostNL \| + 0" \| \| 5. \| Romain Grégoire \| Francja \| Groupama-FDJ \| + 0" \| \| 6. \| João Almeida \| Portugalia \| UAE Team Emirates XRG \| + 0" \| \| 7. \| Remco Evenepoel \| Belgia \| Soudal Quick-Step \| + 3" \| \| 8. \| Matteo Jorgenson \| Stany Zjednoczone \| Team Visma \\| Lease a Bike \| + 3" \| \| 9. \| Mattias Skjelmose \| Dania \| Lidl-Trek \| + 7" \| \| 10. \| Kévin Vauquelin \| Francja \| Arkéa-B&B Hotels \| + 10" \| |                      |                   |                            |            |
| |                      |                   |                            |            |
| Źródła: ProCyclingStats Cycling Quotient |                      |                   |                            |            |
| Klasyfikacja etapu |                      |                   |                            |            |
| Kolarz | Kolarz               | Państwo           | Drużyna                    | Czas       |
| 1. | Tadej Pogačar        | Słowenia          | UAE Team Emirates XRG      | 3h 50' 29" |
| 2. | Mathieu van der Poel | Holandia          | Alpecin-Deceuninck         | + 0"       |
| 3. | Jonas Vingegaard     | Dania             | Team Visma \| Lease a Bike | + 0"       |
| 4. | Oscar Onley          | Wielka Brytania   | Team Picnic-PostNL         | + 0"       |
| 5. | Romain Grégoire      | Francja           | Groupama-FDJ               | + 0"       |
| 6. | João Almeida         | Portugalia        | UAE Team Emirates XRG      | + 0"       |
| 7. | Remco Evenepoel      | Belgia            | Soudal Quick-Step          | + 3"       |
| 8. | Matteo Jorgenson     | Stany Zjednoczone | Team Visma \| Lease a Bike | + 3"       |
| 9. | Mattias Skjelmose    | Dania             | Lidl-Trek                  | + 7"       |
| 10. | Kévin Vauquelin      | Francja           | Arkéa-B&B Hotels           | + 10"      |

| \| Klasyfikacja generalna \| Klasyfikacja generalna \| Klasyfikacja generalna \| Klasyfikacja generalna \| Klasyfikacja generalna \| \| Kolarz \| Kolarz \| Państwo \| Drużyna \| Czas \| \| ---------------------- \| ---------------------- \| ---------------------- \| -------------------------- \| ---------------------- \| \| 1. \| Mathieu van der Poel \| Holandia \| Alpecin-Deceuninck \| 16h 46' 00" \| \| 2. \| Tadej Pogačar \| Słowenia \| UAE Team Emirates XRG \| + 0" \| \| 3. \| Jonas Vingegaard \| Dania \| Team Visma \\| Lease a Bike \| + 8" \| \| 4. \| Matteo Jorgenson \| Stany Zjednoczone \| Team Visma \\| Lease a Bike \| + 19" \| \| 5. \| Kévin Vauquelin \| Francja \| Arkéa-B&B Hotels \| + 26" \| \| 6. \| Enric Mas \| Hiszpania \| Movistar Team \| + 48" \| \| 7. \| Oscar Onley \| Wielka Brytania \| Team Picnic-PostNL \| + 55" \| \| 8. \| João Almeida \| Portugalia \| UAE Team Emirates XRG \| + 55" \| \| 9. \| Remco Evenepoel \| Belgia \| Soudal Quick-Step \| + 58" \| \| 10. \| Mattias Skjelmose \| Dania \| Lidl-Trek \| + 1' 02" \| |                      |                   |                            |             |
| |                      |                   |                            |             |
| Źródła: ProCyclingStats Cycling Quotient |                      |                   |                            |             |
| Klasyfikacja generalna |                      |                   |                            |             |
| Kolarz | Kolarz               | Państwo           | Drużyna                    | Czas        |
| 1. | Mathieu van der Poel | Holandia          | Alpecin-Deceuninck         | 16h 46' 00" |
| 2. | Tadej Pogačar        | Słowenia          | UAE Team Emirates XRG      | + 0"        |
| 3. | Jonas Vingegaard     | Dania             | Team Visma \| Lease a Bike | + 8"        |
| 4. | Matteo Jorgenson     | Stany Zjednoczone | Team Visma \| Lease a Bike | + 19"       |
| 5. | Kévin Vauquelin      | Francja           | Arkéa-B&B Hotels           | + 26"       |
| 6. | Enric Mas            | Hiszpania         | Movistar Team              | + 48"       |
| 7. | Oscar Onley          | Wielka Brytania   | Team Picnic-PostNL         | + 55"       |
| 8. | João Almeida         | Portugalia        | UAE Team Emirates XRG      | + 55"       |
| 9. | Remco Evenepoel      | Belgia            | Soudal Quick-Step          | + 58"       |
| 10. | Mattias Skjelmose    | Dania             | Lidl-Trek                  | + 1' 02"    |

### Etap 5
| Caen - Caen | jazda indywidualna na czas | (33 km) |

| \| Klasyfikacja etapu \| Klasyfikacja etapu \| Klasyfikacja etapu \| Klasyfikacja etapu \| Klasyfikacja etapu \| \| Kolarz \| Kolarz \| Państwo \| Drużyna \| Czas \| \| ------------------ \| ------------------ \| ------------------ \| -------------------------- \| ------------------ \| \| 1. \| Remco Evenepoel \| Belgia \| Soudal Quick-Step \| 36' 42" \| \| 2. \| Tadej Pogačar \| Słowenia \| UAE Team Emirates XRG \| + 16" \| \| 3. \| Edoardo Affini \| Włochy \| Team Visma \\| Lease a Bike \| + 33" \| \| 4. \| Bruno Armirail \| Francja \| Decathlon-AG2R La Mondiale \| + 35" \| \| 5. \| Kévin Vauquelin \| Francja \| Arkéa-B&B Hotels \| + 49" \| \| 6. \| Florian Lipowitz \| Niemcy \| Red Bull-Bora-Hansgrohe \| + 58" \| \| 7. \| Iván Romeo \| Hiszpania \| Movistar Team \| + 1' 02" \| \| 8. \| João Almeida \| Portugalia \| UAE Team Emirates XRG \| + 1' 14" \| \| 9. \| Lucas Plapp \| Australia \| Team Jayco AlUla \| + 1' 17" \| \| 10. \| Pablo Castrillo \| Hiszpania \| Movistar Team \| + 1' 18" \| |                  |            |                            |          |
| |                  |            |                            |          |
| Źródła: ProCyclingStats Cycling Quotient |                  |            |                            |          |
| Klasyfikacja etapu |                  |            |                            |          |
| Kolarz | Kolarz           | Państwo    | Drużyna                    | Czas     |
| 1. | Remco Evenepoel  | Belgia     | Soudal Quick-Step          | 36' 42"  |
| 2. | Tadej Pogačar    | Słowenia   | UAE Team Emirates XRG      | + 16"    |
| 3. | Edoardo Affini   | Włochy     | Team Visma \| Lease a Bike | + 33"    |
| 4. | Bruno Armirail   | Francja    | Decathlon-AG2R La Mondiale | + 35"    |
| 5. | Kévin Vauquelin  | Francja    | Arkéa-B&B Hotels           | + 49"    |
| 6. | Florian Lipowitz | Niemcy     | Red Bull-Bora-Hansgrohe    | + 58"    |
| 7. | Iván Romeo       | Hiszpania  | Movistar Team              | + 1' 02" |
| 8. | João Almeida     | Portugalia | UAE Team Emirates XRG      | + 1' 14" |
| 9. | Lucas Plapp      | Australia  | Team Jayco AlUla           | + 1' 17" |
| 10. | Pablo Castrillo  | Hiszpania  | Movistar Team              | + 1' 18" |

| \| Klasyfikacja generalna \| Klasyfikacja generalna \| Klasyfikacja generalna \| Klasyfikacja generalna \| Klasyfikacja generalna \| \| Kolarz \| Kolarz \| Państwo \| Drużyna \| Czas \| \| ---------------------- \| ---------------------- \| ---------------------- \| -------------------------- \| ---------------------- \| \| 1. \| Tadej Pogačar \| Słowenia \| UAE Team Emirates XRG \| 17h 22' 58" \| \| 2. \| Remco Evenepoel \| Belgia \| Soudal Quick-Step \| + 42" \| \| 3. \| Kévin Vauquelin \| Francja \| Arkéa-B&B Hotels \| + 59" \| \| 4. \| Jonas Vingegaard \| Dania \| Team Visma \\| Lease a Bike \| + 1' 13" \| \| 5. \| Matteo Jorgenson \| Stany Zjednoczone \| Team Visma \\| Lease a Bike \| + 1' 22" \| \| 6. \| Mathieu van der Poel \| Holandia \| Alpecin-Deceuninck \| + 1' 28" \| \| 7. \| João Almeida \| Portugalia \| UAE Team Emirates XRG \| + 1' 53" \| \| 8. \| Primož Roglič \| Słowenia \| Red Bull-Bora-Hansgrohe \| + 2' 30" \| \| 9. \| Florian Lipowitz \| Niemcy \| Red Bull-Bora-Hansgrohe \| + 2' 31" \| \| 10. \| Mattias Skjelmose \| Dania \| Lidl-Trek \| + 2' 32" \| |                      |                   |                            |             |
| |                      |                   |                            |             |
| Źródła: ProCyclingStats Cycling Quotient |                      |                   |                            |             |
| Klasyfikacja generalna |                      |                   |                            |             |
| Kolarz | Kolarz               | Państwo           | Drużyna                    | Czas        |
| 1. | Tadej Pogačar        | Słowenia          | UAE Team Emirates XRG      | 17h 22' 58" |
| 2. | Remco Evenepoel      | Belgia            | Soudal Quick-Step          | + 42"       |
| 3. | Kévin Vauquelin      | Francja           | Arkéa-B&B Hotels           | + 59"       |
| 4. | Jonas Vingegaard     | Dania             | Team Visma \| Lease a Bike | + 1' 13"    |
| 5. | Matteo Jorgenson     | Stany Zjednoczone | Team Visma \| Lease a Bike | + 1' 22"    |
| 6. | Mathieu van der Poel | Holandia          | Alpecin-Deceuninck         | + 1' 28"    |
| 7. | João Almeida         | Portugalia        | UAE Team Emirates XRG      | + 1' 53"    |
| 8. | Primož Roglič        | Słowenia          | Red Bull-Bora-Hansgrohe    | + 2' 30"    |
| 9. | Florian Lipowitz     | Niemcy            | Red Bull-Bora-Hansgrohe    | + 2' 31"    |
| 10. | Mattias Skjelmose    | Dania             | Lidl-Trek                  | + 2' 32"    |

### Etap 6
| Bayeux - Vire-Normandie | pagórkowaty | (201,5 km) |

| \| Klasyfikacja etapu \| Klasyfikacja etapu \| Klasyfikacja etapu \| Klasyfikacja etapu \| Klasyfikacja etapu \| \| Kolarz \| Kolarz \| Państwo \| Drużyna \| Czas \| \| ------------------ \| -------------------- \| ------------------ \| -------------------------- \| ------------------ \| \| 1. \| Ben Healy \| Irlandia \| EF Education-EasyPost \| 4h 24' 10" \| \| 2. \| Quinn Simmons \| Stany Zjednoczone \| Lidl-Trek \| + 2' 44" \| \| 3. \| Michael Storer \| Australia \| Tudor Pro Cycling Team \| + 2' 51" \| \| 4. \| Edward Dunbar \| Irlandia \| Team Jayco AlUla \| + 3' 21" \| \| 5. \| Simon Yates \| Wielka Brytania \| Team Visma \\| Lease a Bike \| + 3' 24" \| \| 6. \| William Barta \| Stany Zjednoczone \| Movistar Team \| + 3' 29" \| \| 7. \| Harold Tejada \| Kolumbia \| XDS Astana Team \| + 3' 52" \| \| 8. \| Mathieu van der Poel \| Holandia \| Alpecin-Deceuninck \| + 3' 58" \| \| 9. \| Tadej Pogačar \| Słowenia \| UAE Team Emirates XRG \| + 5' 27" \| \| 10. \| Jonas Vingegaard \| Dania \| Team Visma \\| Lease a Bike \| + 5' 27" \| |                      |                   |                            |            |
| |                      |                   |                            |            |
| Źródła: ProCyclingStats Cycling Quotient |                      |                   |                            |            |
| Klasyfikacja etapu |                      |                   |                            |            |
| Kolarz | Kolarz               | Państwo           | Drużyna                    | Czas       |
| 1. | Ben Healy            | Irlandia          | EF Education-EasyPost      | 4h 24' 10" |
| 2. | Quinn Simmons        | Stany Zjednoczone | Lidl-Trek                  | + 2' 44"   |
| 3. | Michael Storer       | Australia         | Tudor Pro Cycling Team     | + 2' 51"   |
| 4. | Edward Dunbar        | Irlandia          | Team Jayco AlUla           | + 3' 21"   |
| 5. | Simon Yates          | Wielka Brytania   | Team Visma \| Lease a Bike | + 3' 24"   |
| 6. | William Barta        | Stany Zjednoczone | Movistar Team              | + 3' 29"   |
| 7. | Harold Tejada        | Kolumbia          | XDS Astana Team            | + 3' 52"   |
| 8. | Mathieu van der Poel | Holandia          | Alpecin-Deceuninck         | + 3' 58"   |
| 9. | Tadej Pogačar        | Słowenia          | UAE Team Emirates XRG      | + 5' 27"   |
| 10. | Jonas Vingegaard     | Dania             | Team Visma \| Lease a Bike | + 5' 27"   |

| \| Klasyfikacja generalna \| Klasyfikacja generalna \| Klasyfikacja generalna \| Klasyfikacja generalna \| Klasyfikacja generalna \| \| Kolarz \| Kolarz \| Państwo \| Drużyna \| Czas \| \| ---------------------- \| ---------------------- \| ---------------------- \| -------------------------- \| ---------------------- \| \| 1. \| Mathieu van der Poel \| Holandia \| Alpecin-Deceuninck \| 21h 52' 34" \| \| 2. \| Tadej Pogačar \| Słowenia \| UAE Team Emirates XRG \| + 1" \| \| 3. \| Remco Evenepoel \| Belgia \| Soudal Quick-Step \| + 43" \| \| 4. \| Kévin Vauquelin \| Francja \| Arkéa-B&B Hotels \| + 1' 00" \| \| 5. \| Jonas Vingegaard \| Dania \| Team Visma \\| Lease a Bike \| + 1' 14" \| \| 6. \| Matteo Jorgenson \| Stany Zjednoczone \| Team Visma \\| Lease a Bike \| + 1' 23" \| \| 7. \| João Almeida \| Portugalia \| UAE Team Emirates XRG \| + 1' 59" \| \| 8. \| Ben Healy \| Irlandia \| EF Education-EasyPost \| + 2' 01" \| \| 9. \| Florian Lipowitz \| Niemcy \| Red Bull-Bora-Hansgrohe \| + 2' 32" \| \| 10. \| Primož Roglič \| Słowenia \| Red Bull-Bora-Hansgrohe \| + 2' 36" \| |                      |                   |                            |             |
| |                      |                   |                            |             |
| Źródła: ProCyclingStats Cycling Quotient |                      |                   |                            |             |
| Klasyfikacja generalna |                      |                   |                            |             |
| Kolarz | Kolarz               | Państwo           | Drużyna                    | Czas        |
| 1. | Mathieu van der Poel | Holandia          | Alpecin-Deceuninck         | 21h 52' 34" |
| 2. | Tadej Pogačar        | Słowenia          | UAE Team Emirates XRG      | + 1"        |
| 3. | Remco Evenepoel      | Belgia            | Soudal Quick-Step          | + 43"       |
| 4. | Kévin Vauquelin      | Francja           | Arkéa-B&B Hotels           | + 1' 00"    |
| 5. | Jonas Vingegaard     | Dania             | Team Visma \| Lease a Bike | + 1' 14"    |
| 6. | Matteo Jorgenson     | Stany Zjednoczone | Team Visma \| Lease a Bike | + 1' 23"    |
| 7. | João Almeida         | Portugalia        | UAE Team Emirates XRG      | + 1' 59"    |
| 8. | Ben Healy            | Irlandia          | EF Education-EasyPost      | + 2' 01"    |
| 9. | Florian Lipowitz     | Niemcy            | Red Bull-Bora-Hansgrohe    | + 2' 32"    |
| 10. | Primož Roglič        | Słowenia          | Red Bull-Bora-Hansgrohe    | + 2' 36"    |

### Etap 7
| Saint-Malo - Mûr-de-Bretagne | pagórkowaty | (197 km) |

| \| Klasyfikacja etapu \| Klasyfikacja etapu \| Klasyfikacja etapu \| Klasyfikacja etapu \| Klasyfikacja etapu \| \| Kolarz \| Kolarz \| Państwo \| Drużyna \| Czas \| \| ------------------ \| -------------------------- \| ------------------ \| -------------------------- \| ------------------ \| \| 1. \| Tadej Pogačar \| Słowenia \| UAE Team Emirates XRG \| 4h 05' 39" \| \| 2. \| Jonas Vingegaard \| Dania \| Team Visma \\| Lease a Bike \| + 0" \| \| 3. \| Oscar Onley \| Wielka Brytania \| Team Picnic-PostNL \| + 2" \| \| 4. \| Felix Gall \| Austria \| Decathlon-AG2R La Mondiale \| + 2" \| \| 5. \| Matteo Jorgenson \| Stany Zjednoczone \| Team Visma \\| Lease a Bike \| + 2" \| \| 6. \| Remco Evenepoel \| Belgia \| Soudal Quick-Step \| + 2" \| \| 7. \| Kévin Vauquelin \| Francja \| Arkéa-B&B Hotels \| + 2" \| \| 8. \| Jhonatan Narváez \| Ekwador \| UAE Team Emirates XRG \| + 7" \| \| 9. \| Axel Laurance \| Francja \| Ineos Grenadiers \| + 15" \| \| 10. \| Tobias Halland Johannessen \| Norwegia \| Uno-X Mobility \| + 21" \| |                            |                   |                            |            |
| |                            |                   |                            |            |
| Źródła: ProCyclingStats Cycling Quotient |                            |                   |                            |            |
| Klasyfikacja etapu |                            |                   |                            |            |
| Kolarz | Kolarz                     | Państwo           | Drużyna                    | Czas       |
| 1. | Tadej Pogačar              | Słowenia          | UAE Team Emirates XRG      | 4h 05' 39" |
| 2. | Jonas Vingegaard           | Dania             | Team Visma \| Lease a Bike | + 0"       |
| 3. | Oscar Onley                | Wielka Brytania   | Team Picnic-PostNL         | + 2"       |
| 4. | Felix Gall                 | Austria           | Decathlon-AG2R La Mondiale | + 2"       |
| 5. | Matteo Jorgenson           | Stany Zjednoczone | Team Visma \| Lease a Bike | + 2"       |
| 6. | Remco Evenepoel            | Belgia            | Soudal Quick-Step          | + 2"       |
| 7. | Kévin Vauquelin            | Francja           | Arkéa-B&B Hotels           | + 2"       |
| 8. | Jhonatan Narváez           | Ekwador           | UAE Team Emirates XRG      | + 7"       |
| 9. | Axel Laurance              | Francja           | Ineos Grenadiers           | + 15"      |
| 10. | Tobias Halland Johannessen | Norwegia          | Uno-X Mobility             | + 21"      |

| \| Klasyfikacja generalna \| Klasyfikacja generalna \| Klasyfikacja generalna \| Klasyfikacja generalna \| Klasyfikacja generalna \| \| Kolarz \| Kolarz \| Państwo \| Drużyna \| Czas \| \| ---------------------- \| ---------------------- \| ---------------------- \| -------------------------- \| ---------------------- \| \| 1. \| Tadej Pogačar \| Słowenia \| UAE Team Emirates XRG \| 25h 58' 04" \| \| 2. \| Remco Evenepoel \| Belgia \| Soudal Quick-Step \| + 54" \| \| 3. \| Kévin Vauquelin \| Francja \| Arkéa-B&B Hotels \| + 1' 11" \| \| 4. \| Jonas Vingegaard \| Dania \| Team Visma \\| Lease a Bike \| + 1' 17" \| \| 5. \| Mathieu van der Poel \| Holandia \| Alpecin-Deceuninck \| + 1' 29" \| \| 6. \| Matteo Jorgenson \| Stany Zjednoczone \| Team Visma \\| Lease a Bike \| + 1' 34" \| \| 7. \| Oscar Onley \| Wielka Brytania \| Team Picnic-PostNL \| + 2' 49" \| \| 8. \| Florian Lipowitz \| Niemcy \| Red Bull-Bora-Hansgrohe \| + 3' 02" \| \| 9. \| Primož Roglič \| Słowenia \| Red Bull-Bora-Hansgrohe \| + 3' 06" \| \| 10. \| Mattias Skjelmose \| Dania \| Lidl-Trek \| + 3' 43" \| |                      |                   |                            |             |
| |                      |                   |                            |             |
| Źródła: ProCyclingStats Cycling Quotient |                      |                   |                            |             |
| Klasyfikacja generalna |                      |                   |                            |             |
| Kolarz | Kolarz               | Państwo           | Drużyna                    | Czas        |
| 1. | Tadej Pogačar        | Słowenia          | UAE Team Emirates XRG      | 25h 58' 04" |
| 2. | Remco Evenepoel      | Belgia            | Soudal Quick-Step          | + 54"       |
| 3. | Kévin Vauquelin      | Francja           | Arkéa-B&B Hotels           | + 1' 11"    |
| 4. | Jonas Vingegaard     | Dania             | Team Visma \| Lease a Bike | + 1' 17"    |
| 5. | Mathieu van der Poel | Holandia          | Alpecin-Deceuninck         | + 1' 29"    |
| 6. | Matteo Jorgenson     | Stany Zjednoczone | Team Visma \| Lease a Bike | + 1' 34"    |
| 7. | Oscar Onley          | Wielka Brytania   | Team Picnic-PostNL         | + 2' 49"    |
| 8. | Florian Lipowitz     | Niemcy            | Red Bull-Bora-Hansgrohe    | + 3' 02"    |
| 9. | Primož Roglič        | Słowenia          | Red Bull-Bora-Hansgrohe    | + 3' 06"    |
| 10. | Mattias Skjelmose    | Dania             | Lidl-Trek                  | + 3' 43"    |

### Etap 8
| Saint-Méen-le-Grand - Laval | płaski | (171,4 km) |

| \| Klasyfikacja etapu \| Klasyfikacja etapu \| Klasyfikacja etapu \| Klasyfikacja etapu \| Klasyfikacja etapu \| \| Kolarz \| Kolarz \| Państwo \| Drużyna \| Czas \| \| ------------------ \| -------------------- \| ------------------ \| -------------------------- \| ------------------ \| \| 1. \| Jonathan Milan \| Włochy \| Lidl-Trek \| 3h 50' 26" \| \| 2. \| Wout van Aert \| Belgia \| Team Visma \\| Lease a Bike \| + 0" \| \| 3. \| Kaden Groves \| Australia \| Alpecin-Deceuninck \| + 0" \| \| 4. \| Pascal Ackermann \| Niemcy \| Israel-Premier Tech \| + 0" \| \| 5. \| Arnaud De Lie \| Belgia \| Lotto \| + 0" \| \| 6. \| Tobias Lund Andresen \| Dania \| Team Picnic-PostNL \| + 0" \| \| 7. \| Bryan Coquard \| Francja \| Cofidis \| + 0" \| \| 8. \| Alberto Dainese \| Włochy \| Tudor Pro Cycling Team \| + 0" \| \| 9. \| Vincenzo Albanese \| Włochy \| EF Education-EasyPost \| + 0" \| \| 10. \| Stian Fredheim \| Norwegia \| Uno-X Mobility \| + 0" \| |                      |           |                            |            |
| |                      |           |                            |            |
| Źródła: ProCyclingStats Cycling Quotient |                      |           |                            |            |
| Klasyfikacja etapu |                      |           |                            |            |
| Kolarz | Kolarz               | Państwo   | Drużyna                    | Czas       |
| 1. | Jonathan Milan       | Włochy    | Lidl-Trek                  | 3h 50' 26" |
| 2. | Wout van Aert        | Belgia    | Team Visma \| Lease a Bike | + 0"       |
| 3. | Kaden Groves         | Australia | Alpecin-Deceuninck         | + 0"       |
| 4. | Pascal Ackermann     | Niemcy    | Israel-Premier Tech        | + 0"       |
| 5. | Arnaud De Lie        | Belgia    | Lotto                      | + 0"       |
| 6. | Tobias Lund Andresen | Dania     | Team Picnic-PostNL         | + 0"       |
| 7. | Bryan Coquard        | Francja   | Cofidis                    | + 0"       |
| 8. | Alberto Dainese      | Włochy    | Tudor Pro Cycling Team     | + 0"       |
| 9. | Vincenzo Albanese    | Włochy    | EF Education-EasyPost      | + 0"       |
| 10. | Stian Fredheim       | Norwegia  | Uno-X Mobility             | + 0"       |

| \| Klasyfikacja generalna \| Klasyfikacja generalna \| Klasyfikacja generalna \| Klasyfikacja generalna \| Klasyfikacja generalna \| \| Kolarz \| Kolarz \| Państwo \| Drużyna \| Czas \| \| ---------------------- \| ---------------------- \| ---------------------- \| -------------------------- \| ---------------------- \| \| 1. \| Tadej Pogačar \| Słowenia \| UAE Team Emirates XRG \| 29h 48' 30" \| \| 2. \| Remco Evenepoel \| Belgia \| Soudal Quick-Step \| + 54" \| \| 3. \| Kévin Vauquelin \| Francja \| Arkéa-B&B Hotels \| + 1' 11" \| \| 4. \| Jonas Vingegaard \| Dania \| Team Visma \\| Lease a Bike \| + 1' 17" \| \| 5. \| Mathieu van der Poel \| Holandia \| Alpecin-Deceuninck \| + 1' 29" \| \| 6. \| Matteo Jorgenson \| Stany Zjednoczone \| Team Visma \\| Lease a Bike \| + 1' 34" \| \| 7. \| Oscar Onley \| Wielka Brytania \| Team Picnic-PostNL \| + 2' 49" \| \| 8. \| Florian Lipowitz \| Niemcy \| Red Bull-Bora-Hansgrohe \| + 3' 02" \| \| 9. \| Primož Roglič \| Słowenia \| Red Bull-Bora-Hansgrohe \| + 3' 06" \| \| 10. \| Mattias Skjelmose \| Dania \| Lidl-Trek \| + 3' 43" \| |                      |                   |                            |             |
| |                      |                   |                            |             |
| Źródła: ProCyclingStats Cycling Quotient |                      |                   |                            |             |
| Klasyfikacja generalna |                      |                   |                            |             |
| Kolarz | Kolarz               | Państwo           | Drużyna                    | Czas        |
| 1. | Tadej Pogačar        | Słowenia          | UAE Team Emirates XRG      | 29h 48' 30" |
| 2. | Remco Evenepoel      | Belgia            | Soudal Quick-Step          | + 54"       |
| 3. | Kévin Vauquelin      | Francja           | Arkéa-B&B Hotels           | + 1' 11"    |
| 4. | Jonas Vingegaard     | Dania             | Team Visma \| Lease a Bike | + 1' 17"    |
| 5. | Mathieu van der Poel | Holandia          | Alpecin-Deceuninck         | + 1' 29"    |
| 6. | Matteo Jorgenson     | Stany Zjednoczone | Team Visma \| Lease a Bike | + 1' 34"    |
| 7. | Oscar Onley          | Wielka Brytania   | Team Picnic-PostNL         | + 2' 49"    |
| 8. | Florian Lipowitz     | Niemcy            | Red Bull-Bora-Hansgrohe    | + 3' 02"    |
| 9. | Primož Roglič        | Słowenia          | Red Bull-Bora-Hansgrohe    | + 3' 06"    |
| 10. | Mattias Skjelmose    | Dania             | Lidl-Trek                  | + 3' 43"    |

### Etap 9
| Chinon - Châteauroux | płaski | (174,1 km) |

| \| Klasyfikacja etapu \| Klasyfikacja etapu \| Klasyfikacja etapu \| Klasyfikacja etapu \| Klasyfikacja etapu \| \| Kolarz \| Kolarz \| Państwo \| Drużyna \| Czas \| \| ------------------ \| ------------------ \| ------------------ \| ----------------------- \| ------------------ \| \| 1. \| Tim Merlier \| Belgia \| Soudal Quick-Step \| 3h 28' 52" \| \| 2. \| Jonathan Milan \| Włochy \| Lidl-Trek \| + 0" \| \| 3. \| Arnaud De Lie \| Belgia \| Lotto \| + 0" \| \| 4. \| Pavel Bittner \| Czechy \| Team Picnic-PostNL \| + 0" \| \| 5. \| Paul Penhoët \| Francja \| Groupama-FDJ \| + 0" \| \| 6. \| Biniam Girmay \| Erytrea \| Intermarché-Wanty \| + 0" \| \| 7. \| Phil Bauhaus \| Niemcy \| Bahrain Victorious \| + 0" \| \| 8. \| Jordi Meeus \| Belgia \| Red Bull-Bora-Hansgrohe \| + 0" \| \| 9. \| Stian Fredheim \| Norwegia \| Uno-X Mobility \| + 0" \| \| 10. \| Kaden Groves \| Australia \| Alpecin-Deceuninck \| + 0" \| |                |           |                         |            |
| |                |           |                         |            |
| Źródła: ProCyclingStats Cycling Quotient |                |           |                         |            |
| Klasyfikacja etapu |                |           |                         |            |
| Kolarz | Kolarz         | Państwo   | Drużyna                 | Czas       |
| 1. | Tim Merlier    | Belgia    | Soudal Quick-Step       | 3h 28' 52" |
| 2. | Jonathan Milan | Włochy    | Lidl-Trek               | + 0"       |
| 3. | Arnaud De Lie  | Belgia    | Lotto                   | + 0"       |
| 4. | Pavel Bittner  | Czechy    | Team Picnic-PostNL      | + 0"       |
| 5. | Paul Penhoët   | Francja   | Groupama-FDJ            | + 0"       |
| 6. | Biniam Girmay  | Erytrea   | Intermarché-Wanty       | + 0"       |
| 7. | Phil Bauhaus   | Niemcy    | Bahrain Victorious      | + 0"       |
| 8. | Jordi Meeus    | Belgia    | Red Bull-Bora-Hansgrohe | + 0"       |
| 9. | Stian Fredheim | Norwegia  | Uno-X Mobility          | + 0"       |
| 10. | Kaden Groves   | Australia | Alpecin-Deceuninck      | + 0"       |

| \| Klasyfikacja generalna \| Klasyfikacja generalna \| Klasyfikacja generalna \| Klasyfikacja generalna \| Klasyfikacja generalna \| \| Kolarz \| Kolarz \| Państwo \| Drużyna \| Czas \| \| ---------------------- \| ---------------------- \| ---------------------- \| -------------------------- \| ---------------------- \| \| 1. \| Tadej Pogačar \| Słowenia \| UAE Team Emirates XRG \| 33h 17' 22" \| \| 2. \| Remco Evenepoel \| Belgia \| Soudal Quick-Step \| + 54" \| \| 3. \| Kévin Vauquelin \| Francja \| Arkéa-B&B Hotels \| + 1' 11" \| \| 4. \| Jonas Vingegaard \| Dania \| Team Visma \\| Lease a Bike \| + 1' 17" \| \| 5. \| Matteo Jorgenson \| Stany Zjednoczone \| Team Visma \\| Lease a Bike \| + 1' 34" \| \| 6. \| Mathieu van der Poel \| Holandia \| Alpecin-Deceuninck \| + 1' 46" \| \| 7. \| Oscar Onley \| Wielka Brytania \| Team Picnic-PostNL \| + 2' 49" \| \| 8. \| Florian Lipowitz \| Niemcy \| Red Bull-Bora-Hansgrohe \| + 3' 02" \| \| 9. \| Primož Roglič \| Słowenia \| Red Bull-Bora-Hansgrohe \| + 3' 06" \| \| 10. \| Mattias Skjelmose \| Dania \| Lidl-Trek \| + 3' 43" \| |                      |                   |                            |             |
| |                      |                   |                            |             |
| Źródła: ProCyclingStats Cycling Quotient |                      |                   |                            |             |
| Klasyfikacja generalna |                      |                   |                            |             |
| Kolarz | Kolarz               | Państwo           | Drużyna                    | Czas        |
| 1. | Tadej Pogačar        | Słowenia          | UAE Team Emirates XRG      | 33h 17' 22" |
| 2. | Remco Evenepoel      | Belgia            | Soudal Quick-Step          | + 54"       |
| 3. | Kévin Vauquelin      | Francja           | Arkéa-B&B Hotels           | + 1' 11"    |
| 4. | Jonas Vingegaard     | Dania             | Team Visma \| Lease a Bike | + 1' 17"    |
| 5. | Matteo Jorgenson     | Stany Zjednoczone | Team Visma \| Lease a Bike | + 1' 34"    |
| 6. | Mathieu van der Poel | Holandia          | Alpecin-Deceuninck         | + 1' 46"    |
| 7. | Oscar Onley          | Wielka Brytania   | Team Picnic-PostNL         | + 2' 49"    |
| 8. | Florian Lipowitz     | Niemcy            | Red Bull-Bora-Hansgrohe    | + 3' 02"    |
| 9. | Primož Roglič        | Słowenia          | Red Bull-Bora-Hansgrohe    | + 3' 06"    |
| 10. | Mattias Skjelmose    | Dania             | Lidl-Trek                  | + 3' 43"    |

### Etap 10
| Ennezat - Puy de Sancy | górski | (165,3 km) |

| \| Klasyfikacja etapu \| Klasyfikacja etapu \| Klasyfikacja etapu \| Klasyfikacja etapu \| Klasyfikacja etapu \| \| Kolarz \| Kolarz \| Państwo \| Drużyna \| Czas \| \| ------------------ \| -------------------------- \| ------------------ \| -------------------------- \| ------------------ \| \| 1. \| Simon Yates \| Wielka Brytania \| Team Visma \\| Lease a Bike \| 4h 20' 05" \| \| 2. \| Thymen Arensman \| Holandia \| Ineos Grenadiers \| + 9" \| \| 3. \| Ben Healy \| Irlandia \| EF Education-EasyPost \| + 31" \| \| 4. \| Ben O’Connor \| Australia \| Team Jayco AlUla \| + 49" \| \| 5. \| Michael Storer \| Australia \| Tudor Pro Cycling Team \| + 1' 23" \| \| 6. \| Joseph Blackmore \| Wielka Brytania \| Israel-Premier Tech \| + 3' 57" \| \| 7. \| Anders Halland Johannessen \| Norwegia \| Uno-X Mobility \| + 4' 38" \| \| 8. \| Lenny Martinez \| Francja \| Bahrain Victorious \| + 4' 51" \| \| 9. \| Tadej Pogačar \| Słowenia \| UAE Team Emirates XRG \| + 4' 51" \| \| 10. \| Jonas Vingegaard \| Dania \| Team Visma \\| Lease a Bike \| + 4' 51" \| |                            |                 |                            |            |
| |                            |                 |                            |            |
| Źródła: ProCyclingStats Cycling Quotient |                            |                 |                            |            |
| Klasyfikacja etapu |                            |                 |                            |            |
| Kolarz | Kolarz                     | Państwo         | Drużyna                    | Czas       |
| 1. | Simon Yates                | Wielka Brytania | Team Visma \| Lease a Bike | 4h 20' 05" |
| 2. | Thymen Arensman            | Holandia        | Ineos Grenadiers           | + 9"       |
| 3. | Ben Healy                  | Irlandia        | EF Education-EasyPost      | + 31"      |
| 4. | Ben O’Connor               | Australia       | Team Jayco AlUla           | + 49"      |
| 5. | Michael Storer             | Australia       | Tudor Pro Cycling Team     | + 1' 23"   |
| 6. | Joseph Blackmore           | Wielka Brytania | Israel-Premier Tech        | + 3' 57"   |
| 7. | Anders Halland Johannessen | Norwegia        | Uno-X Mobility             | + 4' 38"   |
| 8. | Lenny Martinez             | Francja         | Bahrain Victorious         | + 4' 51"   |
| 9. | Tadej Pogačar              | Słowenia        | UAE Team Emirates XRG      | + 4' 51"   |
| 10. | Jonas Vingegaard           | Dania           | Team Visma \| Lease a Bike | + 4' 51"   |

| \| Klasyfikacja generalna \| Klasyfikacja generalna \| Klasyfikacja generalna \| Klasyfikacja generalna \| Klasyfikacja generalna \| \| Kolarz \| Kolarz \| Państwo \| Drużyna \| Czas \| \| ---------------------- \| -------------------------- \| ---------------------- \| -------------------------- \| ---------------------- \| \| 1. \| Ben Healy \| Irlandia \| EF Education-EasyPost \| 37h 41' 49" \| \| 2. \| Tadej Pogačar \| Słowenia \| UAE Team Emirates XRG \| + 29" \| \| 3. \| Remco Evenepoel \| Belgia \| Soudal Quick-Step \| + 1' 29" \| \| 4. \| Jonas Vingegaard \| Dania \| Team Visma \\| Lease a Bike \| + 1' 46" \| \| 5. \| Matteo Jorgenson \| Stany Zjednoczone \| Team Visma \\| Lease a Bike \| + 2' 06" \| \| 6. \| Kévin Vauquelin \| Francja \| Arkéa-B&B Hotels \| + 2' 26" \| \| 7. \| Oscar Onley \| Wielka Brytania \| Team Picnic-PostNL \| + 3' 24" \| \| 8. \| Florian Lipowitz \| Niemcy \| Red Bull-Bora-Hansgrohe \| + 3' 24" \| \| 9. \| Primož Roglič \| Słowenia \| Red Bull-Bora-Hansgrohe \| + 3' 41" \| \| 10. \| Tobias Halland Johannessen \| Norwegia \| Uno-X Mobility \| + 5' 03" \| |                            |                   |                            |             |
| |                            |                   |                            |             |
| Źródła: ProCyclingStats Cycling Quotient |                            |                   |                            |             |
| Klasyfikacja generalna |                            |                   |                            |             |
| Kolarz | Kolarz                     | Państwo           | Drużyna                    | Czas        |
| 1. | Ben Healy                  | Irlandia          | EF Education-EasyPost      | 37h 41' 49" |
| 2. | Tadej Pogačar              | Słowenia          | UAE Team Emirates XRG      | + 29"       |
| 3. | Remco Evenepoel            | Belgia            | Soudal Quick-Step          | + 1' 29"    |
| 4. | Jonas Vingegaard           | Dania             | Team Visma \| Lease a Bike | + 1' 46"    |
| 5. | Matteo Jorgenson           | Stany Zjednoczone | Team Visma \| Lease a Bike | + 2' 06"    |
| 6. | Kévin Vauquelin            | Francja           | Arkéa-B&B Hotels           | + 2' 26"    |
| 7. | Oscar Onley                | Wielka Brytania   | Team Picnic-PostNL         | + 3' 24"    |
| 8. | Florian Lipowitz           | Niemcy            | Red Bull-Bora-Hansgrohe    | + 3' 24"    |
| 9. | Primož Roglič              | Słowenia          | Red Bull-Bora-Hansgrohe    | + 3' 41"    |
| 10. | Tobias Halland Johannessen | Norwegia          | Uno-X Mobility             | + 5' 03"    |

### Etap 11
| Tuluza - Tuluza | płaski | (156,8 km) |

| \| Klasyfikacja etapu \| Klasyfikacja etapu \| Klasyfikacja etapu \| Klasyfikacja etapu \| Klasyfikacja etapu \| \| Kolarz \| Kolarz \| Państwo \| Drużyna \| Czas \| \| ------------------ \| -------------------- \| ------------------ \| -------------------------- \| ------------------ \| \| 1. \| Jonas Abrahamsen \| Norwegia \| Uno-X Mobility \| 3h 15' 56" \| \| 2. \| Mauro Schmid \| Szwajcaria \| Team Jayco AlUla \| + 0" \| \| 3. \| Mathieu van der Poel \| Holandia \| Alpecin-Deceuninck \| + 7" \| \| 4. \| Arnaud De Lie \| Belgia \| Lotto \| + 53" \| \| 5. \| Wout van Aert \| Belgia \| Team Visma \\| Lease a Bike \| + 53" \| \| 6. \| Axel Laurance \| Francja \| Ineos Grenadiers \| + 53" \| \| 7. \| Fred Wright \| Wielka Brytania \| Bahrain Victorious \| + 53" \| \| 8. \| Mathieu Burgaudeau \| Francja \| Team TotalEnergies \| + 53" \| \| 9. \| Quinn Simmons \| Stany Zjednoczone \| Lidl-Trek \| + 53" \| \| 10. \| Davide Ballerini \| Włochy \| XDS Astana Team \| + 1' 11" \| |                      |                   |                            |            |
| |                      |                   |                            |            |
| Źródła: ProCyclingStats Cycling Quotient |                      |                   |                            |            |
| Klasyfikacja etapu |                      |                   |                            |            |
| Kolarz | Kolarz               | Państwo           | Drużyna                    | Czas       |
| 1. | Jonas Abrahamsen     | Norwegia          | Uno-X Mobility             | 3h 15' 56" |
| 2. | Mauro Schmid         | Szwajcaria        | Team Jayco AlUla           | + 0"       |
| 3. | Mathieu van der Poel | Holandia          | Alpecin-Deceuninck         | + 7"       |
| 4. | Arnaud De Lie        | Belgia            | Lotto                      | + 53"      |
| 5. | Wout van Aert        | Belgia            | Team Visma \| Lease a Bike | + 53"      |
| 6. | Axel Laurance        | Francja           | Ineos Grenadiers           | + 53"      |
| 7. | Fred Wright          | Wielka Brytania   | Bahrain Victorious         | + 53"      |
| 8. | Mathieu Burgaudeau   | Francja           | Team TotalEnergies         | + 53"      |
| 9. | Quinn Simmons        | Stany Zjednoczone | Lidl-Trek                  | + 53"      |
| 10. | Davide Ballerini     | Włochy            | XDS Astana Team            | + 1' 11"   |

| \| Klasyfikacja generalna \| Klasyfikacja generalna \| Klasyfikacja generalna \| Klasyfikacja generalna \| Klasyfikacja generalna \| \| Kolarz \| Kolarz \| Państwo \| Drużyna \| Czas \| \| ---------------------- \| -------------------------- \| ---------------------- \| -------------------------- \| ---------------------- \| \| 1. \| Ben Healy \| Irlandia \| EF Education-EasyPost \| 41h 01' 13" \| \| 2. \| Tadej Pogačar \| Słowenia \| UAE Team Emirates XRG \| + 29" \| \| 3. \| Remco Evenepoel \| Belgia \| Soudal Quick-Step \| + 1' 29" \| \| 4. \| Jonas Vingegaard \| Dania \| Team Visma \\| Lease a Bike \| + 1' 46" \| \| 5. \| Matteo Jorgenson \| Stany Zjednoczone \| Team Visma \\| Lease a Bike \| + 2' 06" \| \| 6. \| Kévin Vauquelin \| Francja \| Arkéa-B&B Hotels \| + 2' 26" \| \| 7. \| Oscar Onley \| Wielka Brytania \| Team Picnic-PostNL \| + 3' 24" \| \| 8. \| Florian Lipowitz \| Niemcy \| Red Bull-Bora-Hansgrohe \| + 3' 34" \| \| 9. \| Primož Roglič \| Słowenia \| Red Bull-Bora-Hansgrohe \| + 3' 41" \| \| 10. \| Tobias Halland Johannessen \| Norwegia \| Uno-X Mobility \| + 5' 03" \| |                            |                   |                            |             |
| |                            |                   |                            |             |
| Źródła: ProCyclingStats Cycling Quotient |                            |                   |                            |             |
| Klasyfikacja generalna |                            |                   |                            |             |
| Kolarz | Kolarz                     | Państwo           | Drużyna                    | Czas        |
| 1. | Ben Healy                  | Irlandia          | EF Education-EasyPost      | 41h 01' 13" |
| 2. | Tadej Pogačar              | Słowenia          | UAE Team Emirates XRG      | + 29"       |
| 3. | Remco Evenepoel            | Belgia            | Soudal Quick-Step          | + 1' 29"    |
| 4. | Jonas Vingegaard           | Dania             | Team Visma \| Lease a Bike | + 1' 46"    |
| 5. | Matteo Jorgenson           | Stany Zjednoczone | Team Visma \| Lease a Bike | + 2' 06"    |
| 6. | Kévin Vauquelin            | Francja           | Arkéa-B&B Hotels           | + 2' 26"    |
| 7. | Oscar Onley                | Wielka Brytania   | Team Picnic-PostNL         | + 3' 24"    |
| 8. | Florian Lipowitz           | Niemcy            | Red Bull-Bora-Hansgrohe    | + 3' 34"    |
| 9. | Primož Roglič              | Słowenia          | Red Bull-Bora-Hansgrohe    | + 3' 41"    |
| 10. | Tobias Halland Johannessen | Norwegia          | Uno-X Mobility             | + 5' 03"    |

### Etap 12
| Auch - Hautacam | górski | (180,6 km) |

| \| Klasyfikacja etapu \| Klasyfikacja etapu \| Klasyfikacja etapu \| Klasyfikacja etapu \| Klasyfikacja etapu \| \| Kolarz \| Kolarz \| Państwo \| Drużyna \| Czas \| \| ------------------ \| -------------------------- \| ------------------ \| -------------------------- \| ------------------ \| \| 1. \| Tadej Pogačar \| Słowenia \| UAE Team Emirates XRG \| 4h 21' 19" \| \| 2. \| Jonas Vingegaard \| Dania \| Team Visma \\| Lease a Bike \| + 2' 10" \| \| 3. \| Florian Lipowitz \| Niemcy \| Red Bull-Bora-Hansgrohe \| + 2' 23" \| \| 4. \| Tobias Halland Johannessen \| Norwegia \| Uno-X Mobility \| + 3' 00" \| \| 5. \| Oscar Onley \| Wielka Brytania \| Team Picnic-PostNL \| + 3' 00" \| \| 6. \| Kévin Vauquelin \| Francja \| Arkéa-B&B Hotels \| + 3' 33" \| \| 7. \| Remco Evenepoel \| Belgia \| Soudal Quick-Step \| + 3' 35" \| \| 8. \| Felix Gall \| Austria \| Decathlon-AG2R La Mondiale \| + 4' 02" \| \| 9. \| Primož Roglič \| Słowenia \| Red Bull-Bora-Hansgrohe \| + 4' 08" \| \| 10. \| Cristián Rodríguez \| Hiszpania \| Arkéa-B&B Hotels \| + 7' 26" \| |                            |                 |                            |            |
| |                            |                 |                            |            |
| Źródła: ProCyclingStats Cycling Quotient |                            |                 |                            |            |
| Klasyfikacja etapu |                            |                 |                            |            |
| Kolarz | Kolarz                     | Państwo         | Drużyna                    | Czas       |
| 1. | Tadej Pogačar              | Słowenia        | UAE Team Emirates XRG      | 4h 21' 19" |
| 2. | Jonas Vingegaard           | Dania           | Team Visma \| Lease a Bike | + 2' 10"   |
| 3. | Florian Lipowitz           | Niemcy          | Red Bull-Bora-Hansgrohe    | + 2' 23"   |
| 4. | Tobias Halland Johannessen | Norwegia        | Uno-X Mobility             | + 3' 00"   |
| 5. | Oscar Onley                | Wielka Brytania | Team Picnic-PostNL         | + 3' 00"   |
| 6. | Kévin Vauquelin            | Francja         | Arkéa-B&B Hotels           | + 3' 33"   |
| 7. | Remco Evenepoel            | Belgia          | Soudal Quick-Step          | + 3' 35"   |
| 8. | Felix Gall                 | Austria         | Decathlon-AG2R La Mondiale | + 4' 02"   |
| 9. | Primož Roglič              | Słowenia        | Red Bull-Bora-Hansgrohe    | + 4' 08"   |
| 10. | Cristián Rodríguez         | Hiszpania       | Arkéa-B&B Hotels           | + 7' 26"   |

| \| Klasyfikacja generalna \| Klasyfikacja generalna \| Klasyfikacja generalna \| Klasyfikacja generalna \| Klasyfikacja generalna \| \| Kolarz \| Kolarz \| Państwo \| Drużyna \| Czas \| \| ---------------------- \| -------------------------- \| ---------------------- \| -------------------------- \| ---------------------- \| \| 1. \| Tadej Pogačar \| Słowenia \| UAE Team Emirates XRG \| 45h 22' 51" \| \| 2. \| Jonas Vingegaard \| Dania \| Team Visma \\| Lease a Bike \| + 3' 31" \| \| 3. \| Remco Evenepoel \| Belgia \| Soudal Quick-Step \| + 4' 45" \| \| 4. \| Florian Lipowitz \| Niemcy \| Red Bull-Bora-Hansgrohe \| + 5' 34" \| \| 5. \| Kévin Vauquelin \| Francja \| Arkéa-B&B Hotels \| + 5' 40" \| \| 6. \| Oscar Onley \| Wielka Brytania \| Team Picnic-PostNL \| + 6' 05" \| \| 7. \| Primož Roglič \| Słowenia \| Red Bull-Bora-Hansgrohe \| + 7' 30" \| \| 8. \| Tobias Halland Johannessen \| Norwegia \| Uno-X Mobility \| + 7' 44" \| \| 9. \| Felix Gall \| Austria \| Decathlon-AG2R La Mondiale \| + 9' 21" \| \| 10. \| Matteo Jorgenson \| Stany Zjednoczone \| Team Visma \\| Lease a Bike \| + 12' 12" \| |                            |                   |                            |             |
| |                            |                   |                            |             |
| Źródła: ProCyclingStats Cycling Quotient |                            |                   |                            |             |
| Klasyfikacja generalna |                            |                   |                            |             |
| Kolarz | Kolarz                     | Państwo           | Drużyna                    | Czas        |
| 1. | Tadej Pogačar              | Słowenia          | UAE Team Emirates XRG      | 45h 22' 51" |
| 2. | Jonas Vingegaard           | Dania             | Team Visma \| Lease a Bike | + 3' 31"    |
| 3. | Remco Evenepoel            | Belgia            | Soudal Quick-Step          | + 4' 45"    |
| 4. | Florian Lipowitz           | Niemcy            | Red Bull-Bora-Hansgrohe    | + 5' 34"    |
| 5. | Kévin Vauquelin            | Francja           | Arkéa-B&B Hotels           | + 5' 40"    |
| 6. | Oscar Onley                | Wielka Brytania   | Team Picnic-PostNL         | + 6' 05"    |
| 7. | Primož Roglič              | Słowenia          | Red Bull-Bora-Hansgrohe    | + 7' 30"    |
| 8. | Tobias Halland Johannessen | Norwegia          | Uno-X Mobility             | + 7' 44"    |
| 9. | Felix Gall                 | Austria           | Decathlon-AG2R La Mondiale | + 9' 21"    |
| 10. | Matteo Jorgenson           | Stany Zjednoczone | Team Visma \| Lease a Bike | + 12' 12"   |

### Etap 13
| Loudenvielle - Peyragudes | jazda indywidualna na czas pod górę | (10,9 km) |

| \| Klasyfikacja etapu \| Klasyfikacja etapu \| Klasyfikacja etapu \| Klasyfikacja etapu \| Klasyfikacja etapu \| \| Kolarz \| Kolarz \| Państwo \| Drużyna \| Czas \| \| ------------------ \| ------------------ \| ------------------ \| -------------------------- \| ------------------ \| \| 1. \| Tadej Pogačar \| Słowenia \| UAE Team Emirates XRG \| 23' 00" \| \| 2. \| Jonas Vingegaard \| Dania \| Team Visma \\| Lease a Bike \| + 36" \| \| 3. \| Primož Roglič \| Słowenia \| Red Bull-Bora-Hansgrohe \| + 1' 20" \| \| 4. \| Florian Lipowitz \| Niemcy \| Red Bull-Bora-Hansgrohe \| + 1' 56" \| \| 5. \| Lucas Plapp \| Australia \| Team Jayco AlUla \| + 1' 58" \| \| 6. \| Matteo Jorgenson \| Stany Zjednoczone \| Team Visma \\| Lease a Bike \| + 2' 03" \| \| 7. \| Oscar Onley \| Wielka Brytania \| Team Picnic-PostNL \| + 2' 06" \| \| 8. \| Adam Yates \| Wielka Brytania \| UAE Team Emirates XRG \| + 2' 15" \| \| 9. \| Lenny Martinez \| Francja \| Bahrain Victorious \| + 2' 21" \| \| 10. \| Felix Gall \| Austria \| Decathlon-AG2R La Mondiale \| + 2' 22" \| |                  |                   |                            |          |
| |                  |                   |                            |          |
| Źródła: ProCyclingStats Cycling Quotient |                  |                   |                            |          |
| Klasyfikacja etapu |                  |                   |                            |          |
| Kolarz | Kolarz           | Państwo           | Drużyna                    | Czas     |
| 1. | Tadej Pogačar    | Słowenia          | UAE Team Emirates XRG      | 23' 00"  |
| 2. | Jonas Vingegaard | Dania             | Team Visma \| Lease a Bike | + 36"    |
| 3. | Primož Roglič    | Słowenia          | Red Bull-Bora-Hansgrohe    | + 1' 20" |
| 4. | Florian Lipowitz | Niemcy            | Red Bull-Bora-Hansgrohe    | + 1' 56" |
| 5. | Lucas Plapp      | Australia         | Team Jayco AlUla           | + 1' 58" |
| 6. | Matteo Jorgenson | Stany Zjednoczone | Team Visma \| Lease a Bike | + 2' 03" |
| 7. | Oscar Onley      | Wielka Brytania   | Team Picnic-PostNL         | + 2' 06" |
| 8. | Adam Yates       | Wielka Brytania   | UAE Team Emirates XRG      | + 2' 15" |
| 9. | Lenny Martinez   | Francja           | Bahrain Victorious         | + 2' 21" |
| 10. | Felix Gall       | Austria           | Decathlon-AG2R La Mondiale | + 2' 22" |

| \| Klasyfikacja generalna \| Klasyfikacja generalna \| Klasyfikacja generalna \| Klasyfikacja generalna \| Klasyfikacja generalna \| \| Kolarz \| Kolarz \| Państwo \| Drużyna \| Czas \| \| ---------------------- \| -------------------------- \| ---------------------- \| -------------------------- \| ---------------------- \| \| 1. \| Tadej Pogačar \| Słowenia \| UAE Team Emirates XRG \| 45h 45' 51" \| \| 2. \| Jonas Vingegaard \| Dania \| Team Visma \\| Lease a Bike \| + 4' 07" \| \| 3. \| Remco Evenepoel \| Belgia \| Soudal Quick-Step \| + 7' 24" \| \| 4. \| Florian Lipowitz \| Niemcy \| Red Bull-Bora-Hansgrohe \| + 7' 30" \| \| 5. \| Oscar Onley \| Wielka Brytania \| Team Picnic-PostNL \| + 8' 11" \| \| 6. \| Kévin Vauquelin \| Francja \| Arkéa-B&B Hotels \| + 8' 15" \| \| 7. \| Primož Roglič \| Słowenia \| Red Bull-Bora-Hansgrohe \| + 8' 50" \| \| 8. \| Tobias Halland Johannessen \| Norwegia \| Uno-X Mobility \| + 10' 36" \| \| 9. \| Felix Gall \| Austria \| Decathlon-AG2R La Mondiale \| + 11' 43" \| \| 10. \| Matteo Jorgenson \| Stany Zjednoczone \| Team Visma \\| Lease a Bike \| + 14' 15" \| |                            |                   |                            |             |
| |                            |                   |                            |             |
| Źródła: ProCyclingStats Cycling Quotient |                            |                   |                            |             |
| Klasyfikacja generalna |                            |                   |                            |             |
| Kolarz | Kolarz                     | Państwo           | Drużyna                    | Czas        |
| 1. | Tadej Pogačar              | Słowenia          | UAE Team Emirates XRG      | 45h 45' 51" |
| 2. | Jonas Vingegaard           | Dania             | Team Visma \| Lease a Bike | + 4' 07"    |
| 3. | Remco Evenepoel            | Belgia            | Soudal Quick-Step          | + 7' 24"    |
| 4. | Florian Lipowitz           | Niemcy            | Red Bull-Bora-Hansgrohe    | + 7' 30"    |
| 5. | Oscar Onley                | Wielka Brytania   | Team Picnic-PostNL         | + 8' 11"    |
| 6. | Kévin Vauquelin            | Francja           | Arkéa-B&B Hotels           | + 8' 15"    |
| 7. | Primož Roglič              | Słowenia          | Red Bull-Bora-Hansgrohe    | + 8' 50"    |
| 8. | Tobias Halland Johannessen | Norwegia          | Uno-X Mobility             | + 10' 36"   |
| 9. | Felix Gall                 | Austria           | Decathlon-AG2R La Mondiale | + 11' 43"   |
| 10. | Matteo Jorgenson           | Stany Zjednoczone | Team Visma \| Lease a Bike | + 14' 15"   |

### Etap 14
| Pau - Superbagnères | górski | (182,6 km) |

| \| Klasyfikacja etapu \| Klasyfikacja etapu \| Klasyfikacja etapu \| Klasyfikacja etapu \| Klasyfikacja etapu \| \| Kolarz \| Kolarz \| Państwo \| Drużyna \| Czas \| \| ------------------ \| -------------------------- \| ------------------ \| -------------------------- \| ------------------ \| \| 1. \| Thymen Arensman \| Holandia \| Ineos Grenadiers \| 4h 53' 35" \| \| 2. \| Tadej Pogačar \| Słowenia \| UAE Team Emirates XRG \| + 1' 08" \| \| 3. \| Jonas Vingegaard \| Dania \| Team Visma \\| Lease a Bike \| + 1' 12" \| \| 4. \| Felix Gall \| Austria \| Decathlon-AG2R La Mondiale \| + 1' 19" \| \| 5. \| Florian Lipowitz \| Niemcy \| Red Bull-Bora-Hansgrohe \| + 1' 25" \| \| 6. \| Oscar Onley \| Wielka Brytania \| Team Picnic-PostNL \| + 2' 09" \| \| 7. \| Ben Healy \| Irlandia \| EF Education-EasyPost \| + 2' 46" \| \| 8. \| Primož Roglič \| Słowenia \| Red Bull-Bora-Hansgrohe \| + 2' 46" \| \| 9. \| Tobias Halland Johannessen \| Norwegia \| Uno-X Mobility \| + 2' 59" \| \| 10. \| Kévin Vauquelin \| Francja \| Arkéa-B&B Hotels \| + 3' 08" \| |                            |                 |                            |            |
| |                            |                 |                            |            |
| Źródła: ProCyclingStats Cycling Quotient |                            |                 |                            |            |
| Klasyfikacja etapu |                            |                 |                            |            |
| Kolarz | Kolarz                     | Państwo         | Drużyna                    | Czas       |
| 1. | Thymen Arensman            | Holandia        | Ineos Grenadiers           | 4h 53' 35" |
| 2. | Tadej Pogačar              | Słowenia        | UAE Team Emirates XRG      | + 1' 08"   |
| 3. | Jonas Vingegaard           | Dania           | Team Visma \| Lease a Bike | + 1' 12"   |
| 4. | Felix Gall                 | Austria         | Decathlon-AG2R La Mondiale | + 1' 19"   |
| 5. | Florian Lipowitz           | Niemcy          | Red Bull-Bora-Hansgrohe    | + 1' 25"   |
| 6. | Oscar Onley                | Wielka Brytania | Team Picnic-PostNL         | + 2' 09"   |
| 7. | Ben Healy                  | Irlandia        | EF Education-EasyPost      | + 2' 46"   |
| 8. | Primož Roglič              | Słowenia        | Red Bull-Bora-Hansgrohe    | + 2' 46"   |
| 9. | Tobias Halland Johannessen | Norwegia        | Uno-X Mobility             | + 2' 59"   |
| 10. | Kévin Vauquelin            | Francja         | Arkéa-B&B Hotels           | + 3' 08"   |

| \| Klasyfikacja generalna \| Klasyfikacja generalna \| Klasyfikacja generalna \| Klasyfikacja generalna \| Klasyfikacja generalna \| \| Kolarz \| Kolarz \| Państwo \| Drużyna \| Czas \| \| ---------------------- \| -------------------------- \| ---------------------- \| -------------------------- \| ---------------------- \| \| 1. \| Tadej Pogačar \| Słowenia \| UAE Team Emirates XRG \| 50h 40' 28" \| \| 2. \| Jonas Vingegaard \| Dania \| Team Visma \\| Lease a Bike \| + 4' 13" \| \| 3. \| Florian Lipowitz \| Niemcy \| Red Bull-Bora-Hansgrohe \| + 7' 53" \| \| 4. \| Oscar Onley \| Wielka Brytania \| Team Picnic-PostNL \| + 9' 18" \| \| 5. \| Kévin Vauquelin \| Francja \| Arkéa-B&B Hotels \| + 10' 21" \| \| 6. \| Primož Roglič \| Słowenia \| Red Bull-Bora-Hansgrohe \| + 10' 34" \| \| 7. \| Felix Gall \| Austria \| Decathlon-AG2R La Mondiale \| + 12' 00" \| \| 8. \| Tobias Halland Johannessen \| Norwegia \| Uno-X Mobility \| + 12' 33" \| \| 9. \| Ben Healy \| Irlandia \| EF Education-EasyPost \| + 18' 41" \| \| 10. \| Carlos Rodríguez \| Hiszpania \| Ineos Grenadiers \| + 22' 57" \| |                            |                 |                            |             |
| |                            |                 |                            |             |
| Źródła: ProCyclingStats Cycling Quotient |                            |                 |                            |             |
| Klasyfikacja generalna |                            |                 |                            |             |
| Kolarz | Kolarz                     | Państwo         | Drużyna                    | Czas        |
| 1. | Tadej Pogačar              | Słowenia        | UAE Team Emirates XRG      | 50h 40' 28" |
| 2. | Jonas Vingegaard           | Dania           | Team Visma \| Lease a Bike | + 4' 13"    |
| 3. | Florian Lipowitz           | Niemcy          | Red Bull-Bora-Hansgrohe    | + 7' 53"    |
| 4. | Oscar Onley                | Wielka Brytania | Team Picnic-PostNL         | + 9' 18"    |
| 5. | Kévin Vauquelin            | Francja         | Arkéa-B&B Hotels           | + 10' 21"   |
| 6. | Primož Roglič              | Słowenia        | Red Bull-Bora-Hansgrohe    | + 10' 34"   |
| 7. | Felix Gall                 | Austria         | Decathlon-AG2R La Mondiale | + 12' 00"   |
| 8. | Tobias Halland Johannessen | Norwegia        | Uno-X Mobility             | + 12' 33"   |
| 9. | Ben Healy                  | Irlandia        | EF Education-EasyPost      | + 18' 41"   |
| 10. | Carlos Rodríguez           | Hiszpania       | Ineos Grenadiers           | + 22' 57"   |

### Etap 15
| Muret - Carcassonne | pagórkowaty | (169,3 km) |

| \| Klasyfikacja etapu \| Klasyfikacja etapu \| Klasyfikacja etapu \| Klasyfikacja etapu \| Klasyfikacja etapu \| \| Kolarz \| Kolarz \| Państwo \| Drużyna \| Czas \| \| ------------------ \| ------------------ \| ------------------ \| -------------------------- \| ------------------ \| \| 1. \| Tim Wellens \| Belgia \| UAE Team Emirates XRG \| 3h 34' 43" \| \| 2. \| Victor Campenaerts \| Belgia \| Team Visma \\| Lease a Bike \| + 1' 28" \| \| 3. \| Julian Alaphilippe \| Francja \| Tudor Pro Cycling Team \| + 1' 36" \| \| 4. \| Wout van Aert \| Belgia \| Team Visma \\| Lease a Bike \| + 1' 36" \| \| 5. \| Axel Laurance \| Francja \| Ineos Grenadiers \| + 1' 36" \| \| 6. \| Aleksandr Własow \| brak \| Red Bull-Bora-Hansgrohe \| + 1' 36" \| \| 7. \| Paul Penhoët \| Francja \| Groupama-FDJ \| + 1' 36" \| \| 8. \| Jordan Jegat \| Francja \| Team TotalEnergies \| + 1' 36" \| \| 9. \| Michael Valgren \| Dania \| EF Education-EasyPost \| + 1' 36" \| \| 10. \| Valentin Madouas \| Francja \| Groupama-FDJ \| + 1' 36" \| |                    |         |                            |            |
| |                    |         |                            |            |
| Źródła: ProCyclingStats Cycling Quotient |                    |         |                            |            |
| Klasyfikacja etapu |                    |         |                            |            |
| Kolarz | Kolarz             | Państwo | Drużyna                    | Czas       |
| 1. | Tim Wellens        | Belgia  | UAE Team Emirates XRG      | 3h 34' 43" |
| 2. | Victor Campenaerts | Belgia  | Team Visma \| Lease a Bike | + 1' 28"   |
| 3. | Julian Alaphilippe | Francja | Tudor Pro Cycling Team     | + 1' 36"   |
| 4. | Wout van Aert      | Belgia  | Team Visma \| Lease a Bike | + 1' 36"   |
| 5. | Axel Laurance      | Francja | Ineos Grenadiers           | + 1' 36"   |
| 6. | Aleksandr Własow   | brak    | Red Bull-Bora-Hansgrohe    | + 1' 36"   |
| 7. | Paul Penhoët       | Francja | Groupama-FDJ               | + 1' 36"   |
| 8. | Jordan Jegat       | Francja | Team TotalEnergies         | + 1' 36"   |
| 9. | Michael Valgren    | Dania   | EF Education-EasyPost      | + 1' 36"   |
| 10. | Valentin Madouas   | Francja | Groupama-FDJ               | + 1' 36"   |

| \| Klasyfikacja generalna \| Klasyfikacja generalna \| Klasyfikacja generalna \| Klasyfikacja generalna \| Klasyfikacja generalna \| \| Kolarz \| Kolarz \| Państwo \| Drużyna \| Czas \| \| ---------------------- \| -------------------------- \| ---------------------- \| -------------------------- \| ---------------------- \| \| 1. \| Tadej Pogačar \| Słowenia \| UAE Team Emirates XRG \| 54h 20' 44" \| \| 2. \| Jonas Vingegaard \| Dania \| Team Visma \\| Lease a Bike \| + 4' 13" \| \| 3. \| Florian Lipowitz \| Niemcy \| Red Bull-Bora-Hansgrohe \| + 7' 53" \| \| 4. \| Oscar Onley \| Wielka Brytania \| Team Picnic-PostNL \| + 9' 18" \| \| 5. \| Kévin Vauquelin \| Francja \| Arkéa-B&B Hotels \| + 10' 21" \| \| 6. \| Primož Roglič \| Słowenia \| Red Bull-Bora-Hansgrohe \| + 10' 34" \| \| 7. \| Felix Gall \| Austria \| Decathlon-AG2R La Mondiale \| + 12' 00" \| \| 8. \| Tobias Halland Johannessen \| Norwegia \| Uno-X Mobility \| + 12' 35" \| \| 9. \| Carlos Rodríguez \| Hiszpania \| Ineos Grenadiers \| + 18' 26" \| \| 10. \| Ben Healy \| Irlandia \| EF Education-EasyPost \| + 18' 41" \| |                            |                 |                            |             |
| |                            |                 |                            |             |
| Źródła: ProCyclingStats Cycling Quotient |                            |                 |                            |             |
| Klasyfikacja generalna |                            |                 |                            |             |
| Kolarz | Kolarz                     | Państwo         | Drużyna                    | Czas        |
| 1. | Tadej Pogačar              | Słowenia        | UAE Team Emirates XRG      | 54h 20' 44" |
| 2. | Jonas Vingegaard           | Dania           | Team Visma \| Lease a Bike | + 4' 13"    |
| 3. | Florian Lipowitz           | Niemcy          | Red Bull-Bora-Hansgrohe    | + 7' 53"    |
| 4. | Oscar Onley                | Wielka Brytania | Team Picnic-PostNL         | + 9' 18"    |
| 5. | Kévin Vauquelin            | Francja         | Arkéa-B&B Hotels           | + 10' 21"   |
| 6. | Primož Roglič              | Słowenia        | Red Bull-Bora-Hansgrohe    | + 10' 34"   |
| 7. | Felix Gall                 | Austria         | Decathlon-AG2R La Mondiale | + 12' 00"   |
| 8. | Tobias Halland Johannessen | Norwegia        | Uno-X Mobility             | + 12' 35"   |
| 9. | Carlos Rodríguez           | Hiszpania       | Ineos Grenadiers           | + 18' 26"   |
| 10. | Ben Healy                  | Irlandia        | EF Education-EasyPost      | + 18' 41"   |

### Etap 16
| Montpellier - Mont Ventoux | górski | (171,5 km) |

| \| Klasyfikacja etapu \| Klasyfikacja etapu \| Klasyfikacja etapu \| Klasyfikacja etapu \| Klasyfikacja etapu \| \| Kolarz \| Kolarz \| Państwo \| Drużyna \| Czas \| \| ------------------ \| ---------------------- \| ------------------ \| -------------------------- \| ------------------ \| \| 1. \| Valentin Paret-Peintre \| Francja \| Soudal Quick-Step \| 4h 03' 19" \| \| 2. \| Ben Healy \| Irlandia \| EF Education-EasyPost \| + 0" \| \| 3. \| Santiago Buitrago \| Kolumbia \| Bahrain Victorious \| + 4" \| \| 4. \| Ilan Van Wilder \| Belgia \| Soudal Quick-Step \| + 14" \| \| 5. \| Tadej Pogačar \| Słowenia \| UAE Team Emirates XRG \| + 43" \| \| 6. \| Jonas Vingegaard \| Dania \| Team Visma \\| Lease a Bike \| + 45" \| \| 7. \| Enric Mas \| Hiszpania \| Movistar Team \| + 53" \| \| 8. \| Julian Alaphilippe \| Francja \| Tudor Pro Cycling Team \| + 1' 17" \| \| 9. \| Primož Roglič \| Słowenia \| Red Bull-Bora-Hansgrohe \| + 1' 51" \| \| 10. \| Florian Lipowitz \| Niemcy \| Red Bull-Bora-Hansgrohe \| + 1' 53" \| |                        |           |                            |            |
| |                        |           |                            |            |
| Źródła: ProCyclingStats Cycling Quotient |                        |           |                            |            |
| Klasyfikacja etapu |                        |           |                            |            |
| Kolarz | Kolarz                 | Państwo   | Drużyna                    | Czas       |
| 1. | Valentin Paret-Peintre | Francja   | Soudal Quick-Step          | 4h 03' 19" |
| 2. | Ben Healy              | Irlandia  | EF Education-EasyPost      | + 0"       |
| 3. | Santiago Buitrago      | Kolumbia  | Bahrain Victorious         | + 4"       |
| 4. | Ilan Van Wilder        | Belgia    | Soudal Quick-Step          | + 14"      |
| 5. | Tadej Pogačar          | Słowenia  | UAE Team Emirates XRG      | + 43"      |
| 6. | Jonas Vingegaard       | Dania     | Team Visma \| Lease a Bike | + 45"      |
| 7. | Enric Mas              | Hiszpania | Movistar Team              | + 53"      |
| 8. | Julian Alaphilippe     | Francja   | Tudor Pro Cycling Team     | + 1' 17"   |
| 9. | Primož Roglič          | Słowenia  | Red Bull-Bora-Hansgrohe    | + 1' 51"   |
| 10. | Florian Lipowitz       | Niemcy    | Red Bull-Bora-Hansgrohe    | + 1' 53"   |

| \| Klasyfikacja generalna \| Klasyfikacja generalna \| Klasyfikacja generalna \| Klasyfikacja generalna \| Klasyfikacja generalna \| \| Kolarz \| Kolarz \| Państwo \| Drużyna \| Czas \| \| ---------------------- \| -------------------------- \| ---------------------- \| -------------------------- \| ---------------------- \| \| 1. \| Tadej Pogačar \| Słowenia \| UAE Team Emirates XRG \| 58h 24' 46" \| \| 2. \| Jonas Vingegaard \| Dania \| Team Visma \\| Lease a Bike \| + 4' 15" \| \| 3. \| Florian Lipowitz \| Niemcy \| Red Bull-Bora-Hansgrohe \| + 9' 03" \| \| 4. \| Oscar Onley \| Wielka Brytania \| Team Picnic-PostNL \| + 11' 04" \| \| 5. \| Primož Roglič \| Słowenia \| Red Bull-Bora-Hansgrohe \| + 11' 42" \| \| 6. \| Kévin Vauquelin \| Francja \| Arkéa-B&B Hotels \| + 13' 20" \| \| 7. \| Felix Gall \| Austria \| Decathlon-AG2R La Mondiale \| + 14' 50" \| \| 8. \| Tobias Halland Johannessen \| Norwegia \| Uno-X Mobility \| + 17' 01" \| \| 9. \| Ben Healy \| Irlandia \| EF Education-EasyPost \| + 17' 52" \| \| 10. \| Carlos Rodríguez \| Hiszpania \| Ineos Grenadiers \| + 20' 45" \| |                            |                 |                            |             |
| |                            |                 |                            |             |
| Źródła: ProCyclingStats Cycling Quotient |                            |                 |                            |             |
| Klasyfikacja generalna |                            |                 |                            |             |
| Kolarz | Kolarz                     | Państwo         | Drużyna                    | Czas        |
| 1. | Tadej Pogačar              | Słowenia        | UAE Team Emirates XRG      | 58h 24' 46" |
| 2. | Jonas Vingegaard           | Dania           | Team Visma \| Lease a Bike | + 4' 15"    |
| 3. | Florian Lipowitz           | Niemcy          | Red Bull-Bora-Hansgrohe    | + 9' 03"    |
| 4. | Oscar Onley                | Wielka Brytania | Team Picnic-PostNL         | + 11' 04"   |
| 5. | Primož Roglič              | Słowenia        | Red Bull-Bora-Hansgrohe    | + 11' 42"   |
| 6. | Kévin Vauquelin            | Francja         | Arkéa-B&B Hotels           | + 13' 20"   |
| 7. | Felix Gall                 | Austria         | Decathlon-AG2R La Mondiale | + 14' 50"   |
| 8. | Tobias Halland Johannessen | Norwegia        | Uno-X Mobility             | + 17' 01"   |
| 9. | Ben Healy                  | Irlandia        | EF Education-EasyPost      | + 17' 52"   |
| 10. | Carlos Rodríguez           | Hiszpania       | Ineos Grenadiers           | + 20' 45"   |

### Etap 17
| Bollène - Valence | płaski | (160,4 km) |

| \| Klasyfikacja etapu \| Klasyfikacja etapu \| Klasyfikacja etapu \| Klasyfikacja etapu \| Klasyfikacja etapu \| \| Kolarz \| Kolarz \| Państwo \| Drużyna \| Czas \| \| ------------------ \| -------------------- \| ------------------ \| ----------------------- \| ------------------ \| \| 1. \| Jonathan Milan \| Włochy \| Lidl-Trek \| 3h 25' 30" \| \| 2. \| Jordi Meeus \| Belgia \| Red Bull-Bora-Hansgrohe \| + 0" \| \| 3. \| Tobias Lund Andresen \| Dania \| Team Picnic-PostNL \| + 0" \| \| 4. \| Arnaud De Lie \| Belgia \| Lotto \| + 0" \| \| 5. \| Davide Ballerini \| Włochy \| XDS Astana Team \| + 0" \| \| 6. \| Alberto Dainese \| Włochy \| Tudor Pro Cycling Team \| + 0" \| \| 7. \| Paul Penhoët \| Francja \| Groupama-FDJ \| + 0" \| \| 8. \| Jewgienij Fiodorow \| Kazachstan \| XDS Astana Team \| + 0" \| \| 9. \| Clément Russo \| Francja \| Groupama-FDJ \| + 0" \| \| 10. \| Jasper Stuyven \| Belgia \| Lidl-Trek \| + 0" \| |                      |            |                         |            |
| |                      |            |                         |            |
| Źródła: ProCyclingStats Cycling Quotient |                      |            |                         |            |
| Klasyfikacja etapu |                      |            |                         |            |
| Kolarz | Kolarz               | Państwo    | Drużyna                 | Czas       |
| 1. | Jonathan Milan       | Włochy     | Lidl-Trek               | 3h 25' 30" |
| 2. | Jordi Meeus          | Belgia     | Red Bull-Bora-Hansgrohe | + 0"       |
| 3. | Tobias Lund Andresen | Dania      | Team Picnic-PostNL      | + 0"       |
| 4. | Arnaud De Lie        | Belgia     | Lotto                   | + 0"       |
| 5. | Davide Ballerini     | Włochy     | XDS Astana Team         | + 0"       |
| 6. | Alberto Dainese      | Włochy     | Tudor Pro Cycling Team  | + 0"       |
| 7. | Paul Penhoët         | Francja    | Groupama-FDJ            | + 0"       |
| 8. | Jewgienij Fiodorow   | Kazachstan | XDS Astana Team         | + 0"       |
| 9. | Clément Russo        | Francja    | Groupama-FDJ            | + 0"       |
| 10. | Jasper Stuyven       | Belgia     | Lidl-Trek               | + 0"       |

| \| Klasyfikacja generalna \| Klasyfikacja generalna \| Klasyfikacja generalna \| Klasyfikacja generalna \| Klasyfikacja generalna \| \| Kolarz \| Kolarz \| Państwo \| Drużyna \| Czas \| \| ---------------------- \| -------------------------- \| ---------------------- \| -------------------------- \| ---------------------- \| \| 1. \| Tadej Pogačar \| Słowenia \| UAE Team Emirates XRG \| 61h 50' 16" \| \| 2. \| Jonas Vingegaard \| Dania \| Team Visma \\| Lease a Bike \| + 4' 15" \| \| 3. \| Florian Lipowitz \| Niemcy \| Red Bull-Bora-Hansgrohe \| + 9' 03" \| \| 4. \| Oscar Onley \| Wielka Brytania \| Team Picnic-PostNL \| + 11' 04" \| \| 5. \| Primož Roglič \| Słowenia \| Red Bull-Bora-Hansgrohe \| + 11' 42" \| \| 6. \| Kévin Vauquelin \| Francja \| Arkéa-B&B Hotels \| + 13' 20" \| \| 7. \| Felix Gall \| Austria \| Decathlon-AG2R La Mondiale \| + 14' 50" \| \| 8. \| Tobias Halland Johannessen \| Norwegia \| Uno-X Mobility \| + 17' 01" \| \| 9. \| Ben Healy \| Irlandia \| EF Education-EasyPost \| + 17' 52" \| \| 10. \| Carlos Rodríguez \| Hiszpania \| Ineos Grenadiers \| + 20' 45" \| |                            |                 |                            |             |
| |                            |                 |                            |             |
| Źródła: ProCyclingStats Cycling Quotient |                            |                 |                            |             |
| Klasyfikacja generalna |                            |                 |                            |             |
| Kolarz | Kolarz                     | Państwo         | Drużyna                    | Czas        |
| 1. | Tadej Pogačar              | Słowenia        | UAE Team Emirates XRG      | 61h 50' 16" |
| 2. | Jonas Vingegaard           | Dania           | Team Visma \| Lease a Bike | + 4' 15"    |
| 3. | Florian Lipowitz           | Niemcy          | Red Bull-Bora-Hansgrohe    | + 9' 03"    |
| 4. | Oscar Onley                | Wielka Brytania | Team Picnic-PostNL         | + 11' 04"   |
| 5. | Primož Roglič              | Słowenia        | Red Bull-Bora-Hansgrohe    | + 11' 42"   |
| 6. | Kévin Vauquelin            | Francja         | Arkéa-B&B Hotels           | + 13' 20"   |
| 7. | Felix Gall                 | Austria         | Decathlon-AG2R La Mondiale | + 14' 50"   |
| 8. | Tobias Halland Johannessen | Norwegia        | Uno-X Mobility             | + 17' 01"   |
| 9. | Ben Healy                  | Irlandia        | EF Education-EasyPost      | + 17' 52"   |
| 10. | Carlos Rodríguez           | Hiszpania       | Ineos Grenadiers           | + 20' 45"   |

### Etap 18
| Vif - Col de la Loze | górski | (171,5 km) |

| \| Klasyfikacja etapu \| Klasyfikacja etapu \| Klasyfikacja etapu \| Klasyfikacja etapu \| Klasyfikacja etapu \| \| Kolarz \| Kolarz \| Państwo \| Drużyna \| Czas \| \| ------------------ \| -------------------------- \| ------------------ \| -------------------------- \| ------------------ \| \| 1. \| Ben O’Connor \| Australia \| Team Jayco AlUla \| 5h 03' 47" \| \| 2. \| Tadej Pogačar \| Słowenia \| UAE Team Emirates XRG \| + 1' 45" \| \| 3. \| Jonas Vingegaard \| Dania \| Team Visma \\| Lease a Bike \| + 1' 54" \| \| 4. \| Oscar Onley \| Wielka Brytania \| Team Picnic-PostNL \| + 1' 58" \| \| 5. \| Einer Rubio \| Kolumbia \| Movistar Team \| + 2' 00" \| \| 6. \| Felix Gall \| Austria \| Decathlon-AG2R La Mondiale \| + 2' 25" \| \| 7. \| Primož Roglič \| Słowenia \| Red Bull-Bora-Hansgrohe \| + 2' 46" \| \| 8. \| Adam Yates \| Wielka Brytania \| UAE Team Emirates XRG \| + 3' 03" \| \| 9. \| Tobias Halland Johannessen \| Norwegia \| Uno-X Mobility \| + 3' 09" \| \| 10. \| Sepp Kuss \| Stany Zjednoczone \| Team Visma \\| Lease a Bike \| + 3' 26" \| |                            |                   |                            |            |
| |                            |                   |                            |            |
| Źródła: ProCyclingStats Cycling Quotient |                            |                   |                            |            |
| Klasyfikacja etapu |                            |                   |                            |            |
| Kolarz | Kolarz                     | Państwo           | Drużyna                    | Czas       |
| 1. | Ben O’Connor               | Australia         | Team Jayco AlUla           | 5h 03' 47" |
| 2. | Tadej Pogačar              | Słowenia          | UAE Team Emirates XRG      | + 1' 45"   |
| 3. | Jonas Vingegaard           | Dania             | Team Visma \| Lease a Bike | + 1' 54"   |
| 4. | Oscar Onley                | Wielka Brytania   | Team Picnic-PostNL         | + 1' 58"   |
| 5. | Einer Rubio                | Kolumbia          | Movistar Team              | + 2' 00"   |
| 6. | Felix Gall                 | Austria           | Decathlon-AG2R La Mondiale | + 2' 25"   |
| 7. | Primož Roglič              | Słowenia          | Red Bull-Bora-Hansgrohe    | + 2' 46"   |
| 8. | Adam Yates                 | Wielka Brytania   | UAE Team Emirates XRG      | + 3' 03"   |
| 9. | Tobias Halland Johannessen | Norwegia          | Uno-X Mobility             | + 3' 09"   |
| 10. | Sepp Kuss                  | Stany Zjednoczone | Team Visma \| Lease a Bike | + 3' 26"   |

| \| Klasyfikacja generalna \| Klasyfikacja generalna \| Klasyfikacja generalna \| Klasyfikacja generalna \| Klasyfikacja generalna \| \| Kolarz \| Kolarz \| Państwo \| Drużyna \| Czas \| \| ---------------------- \| -------------------------- \| ---------------------- \| -------------------------- \| ---------------------- \| \| 1. \| Tadej Pogačar \| Słowenia \| UAE Team Emirates XRG \| 66h 55' 42" \| \| 2. \| Jonas Vingegaard \| Dania \| Team Visma \\| Lease a Bike \| + 4' 26" \| \| 3. \| Florian Lipowitz \| Niemcy \| Red Bull-Bora-Hansgrohe \| + 11' 01" \| \| 4. \| Oscar Onley \| Wielka Brytania \| Team Picnic-PostNL \| + 11' 23" \| \| 5. \| Primož Roglič \| Słowenia \| Red Bull-Bora-Hansgrohe \| + 12' 49" \| \| 6. \| Felix Gall \| Austria \| Decathlon-AG2R La Mondiale \| + 15' 36" \| \| 7. \| Kévin Vauquelin \| Francja \| Arkéa-B&B Hotels \| + 16' 15" \| \| 8. \| Tobias Halland Johannessen \| Norwegia \| Uno-X Mobility \| + 18' 31" \| \| 9. \| Ben Healy \| Irlandia \| EF Education-EasyPost \| + 25' 41" \| \| 10. \| Ben O’Connor \| Australia \| Team Jayco AlUla \| + 29' 19" \| |                            |                 |                            |             |
| |                            |                 |                            |             |
| Źródła: ProCyclingStats Cycling Quotient |                            |                 |                            |             |
| Klasyfikacja generalna |                            |                 |                            |             |
| Kolarz | Kolarz                     | Państwo         | Drużyna                    | Czas        |
| 1. | Tadej Pogačar              | Słowenia        | UAE Team Emirates XRG      | 66h 55' 42" |
| 2. | Jonas Vingegaard           | Dania           | Team Visma \| Lease a Bike | + 4' 26"    |
| 3. | Florian Lipowitz           | Niemcy          | Red Bull-Bora-Hansgrohe    | + 11' 01"   |
| 4. | Oscar Onley                | Wielka Brytania | Team Picnic-PostNL         | + 11' 23"   |
| 5. | Primož Roglič              | Słowenia        | Red Bull-Bora-Hansgrohe    | + 12' 49"   |
| 6. | Felix Gall                 | Austria         | Decathlon-AG2R La Mondiale | + 15' 36"   |
| 7. | Kévin Vauquelin            | Francja         | Arkéa-B&B Hotels           | + 16' 15"   |
| 8. | Tobias Halland Johannessen | Norwegia        | Uno-X Mobility             | + 18' 31"   |
| 9. | Ben Healy                  | Irlandia        | EF Education-EasyPost      | + 25' 41"   |
| 10. | Ben O’Connor               | Australia       | Team Jayco AlUla           | + 29' 19"   |

### Etap 19
| Albertville - La Plagne | górski | (93,1 km) |

Trasa etapu została zmieniona i skrócona z początkowych 129,9 km do 95 km.
| \| Klasyfikacja etapu \| Klasyfikacja etapu \| Klasyfikacja etapu \| Klasyfikacja etapu \| Klasyfikacja etapu \| \| Kolarz \| Kolarz \| Państwo \| Drużyna \| Czas \| \| ------------------ \| -------------------------- \| ------------------ \| -------------------------- \| ------------------ \| \| 1. \| Thymen Arensman \| Holandia \| Ineos Grenadiers \| 2h 46' 06" \| \| 2. \| Jonas Vingegaard \| Dania \| Team Visma \\| Lease a Bike \| + 2" \| \| 3. \| Tadej Pogačar \| Słowenia \| UAE Team Emirates XRG \| + 2" \| \| 4. \| Florian Lipowitz \| Niemcy \| Red Bull-Bora-Hansgrohe \| + 6" \| \| 5. \| Oscar Onley \| Wielka Brytania \| Team Picnic-PostNL \| + 47" \| \| 6. \| Felix Gall \| Austria \| Decathlon-AG2R La Mondiale \| + 1' 34" \| \| 7. \| Tobias Halland Johannessen \| Norwegia \| Uno-X Mobility \| + 1' 41" \| \| 8. \| Ben Healy \| Irlandia \| EF Education-EasyPost \| + 2' 19" \| \| 9. \| Valentin Paret-Peintre \| Francja \| Soudal Quick-Step \| + 2' 19" \| \| 10. \| Simon Yates \| Wielka Brytania \| Team Visma \\| Lease a Bike \| + 2' 19" \| |                            |                 |                            |            |
| |                            |                 |                            |            |
| Źródła: ProCyclingStats Cycling Quotient |                            |                 |                            |            |
| Klasyfikacja etapu |                            |                 |                            |            |
| Kolarz | Kolarz                     | Państwo         | Drużyna                    | Czas       |
| 1. | Thymen Arensman            | Holandia        | Ineos Grenadiers           | 2h 46' 06" |
| 2. | Jonas Vingegaard           | Dania           | Team Visma \| Lease a Bike | + 2"       |
| 3. | Tadej Pogačar              | Słowenia        | UAE Team Emirates XRG      | + 2"       |
| 4. | Florian Lipowitz           | Niemcy          | Red Bull-Bora-Hansgrohe    | + 6"       |
| 5. | Oscar Onley                | Wielka Brytania | Team Picnic-PostNL         | + 47"      |
| 6. | Felix Gall                 | Austria         | Decathlon-AG2R La Mondiale | + 1' 34"   |
| 7. | Tobias Halland Johannessen | Norwegia        | Uno-X Mobility             | + 1' 41"   |
| 8. | Ben Healy                  | Irlandia        | EF Education-EasyPost      | + 2' 19"   |
| 9. | Valentin Paret-Peintre     | Francja         | Soudal Quick-Step          | + 2' 19"   |
| 10. | Simon Yates                | Wielka Brytania | Team Visma \| Lease a Bike | + 2' 19"   |

| \| Klasyfikacja generalna \| Klasyfikacja generalna \| Klasyfikacja generalna \| Klasyfikacja generalna \| Klasyfikacja generalna \| \| Kolarz \| Kolarz \| Państwo \| Drużyna \| Czas \| \| ---------------------- \| -------------------------- \| ---------------------- \| -------------------------- \| ---------------------- \| \| 1. \| Tadej Pogačar \| Słowenia \| UAE Team Emirates XRG \| 69h 41' 46" \| \| 2. \| Jonas Vingegaard \| Dania \| Team Visma \\| Lease a Bike \| + 4' 24" \| \| 3. \| Florian Lipowitz \| Niemcy \| Red Bull-Bora-Hansgrohe \| + 11' 09" \| \| 4. \| Oscar Onley \| Wielka Brytania \| Team Picnic-PostNL \| + 12' 12" \| \| 5. \| Felix Gall \| Austria \| Decathlon-AG2R La Mondiale \| + 17' 19" \| \| 6. \| Tobias Halland Johannessen \| Norwegia \| Uno-X Mobility \| + 20' 14" \| \| 7. \| Kévin Vauquelin \| Francja \| Arkéa-B&B Hotels \| + 22' 35" \| \| 8. \| Primož Roglič \| Słowenia \| Red Bull-Bora-Hansgrohe \| + 25' 30" \| \| 9. \| Ben Healy \| Irlandia \| EF Education-EasyPost \| + 28' 02" \| \| 10. \| Ben O’Connor \| Australia \| Team Jayco AlUla \| + 34' 34" \| |                            |                 |                            |             |
| |                            |                 |                            |             |
| Źródła: ProCyclingStats Cycling Quotient |                            |                 |                            |             |
| Klasyfikacja generalna |                            |                 |                            |             |
| Kolarz | Kolarz                     | Państwo         | Drużyna                    | Czas        |
| 1. | Tadej Pogačar              | Słowenia        | UAE Team Emirates XRG      | 69h 41' 46" |
| 2. | Jonas Vingegaard           | Dania           | Team Visma \| Lease a Bike | + 4' 24"    |
| 3. | Florian Lipowitz           | Niemcy          | Red Bull-Bora-Hansgrohe    | + 11' 09"   |
| 4. | Oscar Onley                | Wielka Brytania | Team Picnic-PostNL         | + 12' 12"   |
| 5. | Felix Gall                 | Austria         | Decathlon-AG2R La Mondiale | + 17' 19"   |
| 6. | Tobias Halland Johannessen | Norwegia        | Uno-X Mobility             | + 20' 14"   |
| 7. | Kévin Vauquelin            | Francja         | Arkéa-B&B Hotels           | + 22' 35"   |
| 8. | Primož Roglič              | Słowenia        | Red Bull-Bora-Hansgrohe    | + 25' 30"   |
| 9. | Ben Healy                  | Irlandia        | EF Education-EasyPost      | + 28' 02"   |
| 10. | Ben O’Connor               | Australia       | Team Jayco AlUla           | + 34' 34"   |

### Etap 20
| Nantua - Pontarlier | pagórkowaty | (184,2 km) |

| \| Klasyfikacja etapu \| Klasyfikacja etapu \| Klasyfikacja etapu \| Klasyfikacja etapu \| Klasyfikacja etapu \| \| Kolarz \| Kolarz \| Państwo \| Drużyna \| Czas \| \| ------------------ \| ------------------- \| ------------------ \| -------------------------- \| ------------------ \| \| 1. \| Kaden Groves \| Australia \| Alpecin-Deceuninck \| 4h 06' 09" \| \| 2. \| Frank van den Broek \| Holandia \| Team Picnic-PostNL \| + 54" \| \| 3. \| Pascal Eenkhoorn \| Holandia \| Soudal Quick-Step \| + 59" \| \| 4. \| Simone Velasco \| Włochy \| XDS Astana Team \| + 1' 04" \| \| 5. \| Romain Grégoire \| Francja \| Groupama-FDJ \| + 1' 04" \| \| 6. \| Jake Stewart \| Wielka Brytania \| Israel-Premier Tech \| + 1' 04" \| \| 7. \| Jordan Jegat \| Francja \| Team TotalEnergies \| + 1' 04" \| \| 8. \| Tim Wellens \| Belgia \| UAE Team Emirates XRG \| + 1' 04" \| \| 9. \| Matteo Jorgenson \| Stany Zjednoczone \| Team Visma \\| Lease a Bike \| + 1' 04" \| \| 10. \| Harry Sweeny \| Australia \| EF Education-EasyPost \| + 1' 04" \| |                     |                   |                            |            |
| |                     |                   |                            |            |
| Źródła: ProCyclingStats Cycling Quotient |                     |                   |                            |            |
| Klasyfikacja etapu |                     |                   |                            |            |
| Kolarz | Kolarz              | Państwo           | Drużyna                    | Czas       |
| 1. | Kaden Groves        | Australia         | Alpecin-Deceuninck         | 4h 06' 09" |
| 2. | Frank van den Broek | Holandia          | Team Picnic-PostNL         | + 54"      |
| 3. | Pascal Eenkhoorn    | Holandia          | Soudal Quick-Step          | + 59"      |
| 4. | Simone Velasco      | Włochy            | XDS Astana Team            | + 1' 04"   |
| 5. | Romain Grégoire     | Francja           | Groupama-FDJ               | + 1' 04"   |
| 6. | Jake Stewart        | Wielka Brytania   | Israel-Premier Tech        | + 1' 04"   |
| 7. | Jordan Jegat        | Francja           | Team TotalEnergies         | + 1' 04"   |
| 8. | Tim Wellens         | Belgia            | UAE Team Emirates XRG      | + 1' 04"   |
| 9. | Matteo Jorgenson    | Stany Zjednoczone | Team Visma \| Lease a Bike | + 1' 04"   |
| 10. | Harry Sweeny        | Australia         | EF Education-EasyPost      | + 1' 04"   |

| \| Klasyfikacja generalna \| Klasyfikacja generalna \| Klasyfikacja generalna \| Klasyfikacja generalna \| Klasyfikacja generalna \| \| Kolarz \| Kolarz \| Państwo \| Drużyna \| Czas \| \| ---------------------- \| -------------------------- \| ---------------------- \| -------------------------- \| ---------------------- \| \| 1. \| Tadej Pogačar \| Słowenia \| UAE Team Emirates XRG \| 73h 54' 59" \| \| 2. \| Jonas Vingegaard \| Dania \| Team Visma \\| Lease a Bike \| + 4' 24" \| \| 3. \| Florian Lipowitz \| Niemcy \| Red Bull-Bora-Hansgrohe \| + 11' 09" \| \| 4. \| Oscar Onley \| Wielka Brytania \| Team Picnic-PostNL \| + 12' 12" \| \| 5. \| Felix Gall \| Austria \| Decathlon-AG2R La Mondiale \| + 17' 12" \| \| 6. \| Tobias Halland Johannessen \| Norwegia \| Uno-X Mobility \| + 20' 14" \| \| 7. \| Kévin Vauquelin \| Francja \| Arkéa-B&B Hotels \| + 22' 35" \| \| 8. \| Primož Roglič \| Słowenia \| Red Bull-Bora-Hansgrohe \| + 25' 30" \| \| 9. \| Ben Healy \| Irlandia \| EF Education-EasyPost \| + 28' 02" \| \| 10. \| Jordan Jegat \| Francja \| Team TotalEnergies \| + 32' 42" \| |                            |                 |                            |             |
| |                            |                 |                            |             |
| Źródła: ProCyclingStats Cycling Quotient |                            |                 |                            |             |
| Klasyfikacja generalna |                            |                 |                            |             |
| Kolarz | Kolarz                     | Państwo         | Drużyna                    | Czas        |
| 1. | Tadej Pogačar              | Słowenia        | UAE Team Emirates XRG      | 73h 54' 59" |
| 2. | Jonas Vingegaard           | Dania           | Team Visma \| Lease a Bike | + 4' 24"    |
| 3. | Florian Lipowitz           | Niemcy          | Red Bull-Bora-Hansgrohe    | + 11' 09"   |
| 4. | Oscar Onley                | Wielka Brytania | Team Picnic-PostNL         | + 12' 12"   |
| 5. | Felix Gall                 | Austria         | Decathlon-AG2R La Mondiale | + 17' 12"   |
| 6. | Tobias Halland Johannessen | Norwegia        | Uno-X Mobility             | + 20' 14"   |
| 7. | Kévin Vauquelin            | Francja         | Arkéa-B&B Hotels           | + 22' 35"   |
| 8. | Primož Roglič              | Słowenia        | Red Bull-Bora-Hansgrohe    | + 25' 30"   |
| 9. | Ben Healy                  | Irlandia        | EF Education-EasyPost      | + 28' 02"   |
| 10. | Jordan Jegat               | Francja         | Team TotalEnergies         | + 32' 42"   |

### Etap 21
| Mantes-la-Ville - Paryż | płaski | (132,3 km) |

| \| Klasyfikacja etapu \| Klasyfikacja etapu \| Klasyfikacja etapu \| Klasyfikacja etapu \| Klasyfikacja etapu \| \| Kolarz \| Kolarz \| Państwo \| Drużyna \| Czas \| \| ------------------ \| ------------------ \| ------------------ \| -------------------------- \| ------------------ \| \| 1. \| Wout van Aert \| Belgia \| Team Visma \\| Lease a Bike \| 3h 07' 30" \| \| 2. \| Davide Ballerini \| Włochy \| XDS Astana Team \| + 0" \| \| 3. \| Matej Mohorič \| Słowenia \| Bahrain Victorious \| + 0" \| \| 4. \| Tadej Pogačar \| Słowenia \| UAE Team Emirates XRG \| + 0" \| \| 5. \| Matteo Jorgenson \| Stany Zjednoczone \| Team Visma \\| Lease a Bike \| + 0" \| \| 6. \| Matteo Trentin \| Włochy \| Tudor Pro Cycling Team \| + 0" \| \| 7. \| Arnaud De Lie \| Belgia \| Lotto \| + 0" \| \| 8. \| Kévin Vauquelin \| Francja \| Arkéa-B&B Hotels \| + 0" \| \| 9. \| Mike Teunissen \| Holandia \| XDS Astana Team \| + 0" \| \| 10. \| Dylan Teuns \| Belgia \| Cofidis \| + 0" \| |                  |                   |                            |            |
| |                  |                   |                            |            |
| Źródła: ProCyclingStats Cycling Quotient |                  |                   |                            |            |
| Klasyfikacja etapu |                  |                   |                            |            |
| Kolarz | Kolarz           | Państwo           | Drużyna                    | Czas       |
| 1. | Wout van Aert    | Belgia            | Team Visma \| Lease a Bike | 3h 07' 30" |
| 2. | Davide Ballerini | Włochy            | XDS Astana Team            | + 0"       |
| 3. | Matej Mohorič    | Słowenia          | Bahrain Victorious         | + 0"       |
| 4. | Tadej Pogačar    | Słowenia          | UAE Team Emirates XRG      | + 0"       |
| 5. | Matteo Jorgenson | Stany Zjednoczone | Team Visma \| Lease a Bike | + 0"       |
| 6. | Matteo Trentin   | Włochy            | Tudor Pro Cycling Team     | + 0"       |
| 7. | Arnaud De Lie    | Belgia            | Lotto                      | + 0"       |
| 8. | Kévin Vauquelin  | Francja           | Arkéa-B&B Hotels           | + 0"       |
| 9. | Mike Teunissen   | Holandia          | XDS Astana Team            | + 0"       |
| 10. | Dylan Teuns      | Belgia            | Cofidis                    | + 0"       |

## Klasyfikacje

### Klasyfikacja generalna
| \| Klasyfikacja generalna \| Klasyfikacja generalna \| Klasyfikacja generalna \| Klasyfikacja generalna \| Klasyfikacja generalna \| \| Kolarz \| Kolarz \| Państwo \| Drużyna \| Czas \| \| ---------------------- \| -------------------------- \| ---------------------- \| -------------------------- \| ---------------------- \| \| 1. \| Tadej Pogačar \| Słowenia \| UAE Team Emirates XRG \| 76h 00' 32" \| \| 2. \| Jonas Vingegaard \| Dania \| Team Visma \\| Lease a Bike \| + 4' 24" \| \| 3. \| Florian Lipowitz \| Niemcy \| Red Bull-Bora-Hansgrohe \| + 11' 00" \| \| 4. \| Oscar Onley \| Wielka Brytania \| Team Picnic-PostNL \| + 12' 12" \| \| 5. \| Felix Gall \| Austria \| Decathlon-AG2R La Mondiale \| + 17' 12" \| \| 6. \| Tobias Halland Johannessen \| Norwegia \| Uno-X Mobility \| + 20' 14" \| \| 7. \| Kévin Vauquelin \| Francja \| Arkéa-B&B Hotels \| + 22' 35" \| \| 8. \| Primož Roglič \| Słowenia \| Red Bull-Bora-Hansgrohe \| + 25' 30" \| \| 9. \| Ben Healy \| Irlandia \| EF Education-EasyPost \| + 28' 02" \| \| 10. \| Jordan Jegat \| Francja \| Team TotalEnergies \| + 32' 42" \| |                            |                 |                            |             |
| |                            |                 |                            |             |
| Źródła: ProCyclingStats Cycling Quotient |                            |                 |                            |             |
| Klasyfikacja generalna |                            |                 |                            |             |
| Kolarz | Kolarz                     | Państwo         | Drużyna                    | Czas        |
| 1. | Tadej Pogačar              | Słowenia        | UAE Team Emirates XRG      | 76h 00' 32" |
| 2. | Jonas Vingegaard           | Dania           | Team Visma \| Lease a Bike | + 4' 24"    |
| 3. | Florian Lipowitz           | Niemcy          | Red Bull-Bora-Hansgrohe    | + 11' 00"   |
| 4. | Oscar Onley                | Wielka Brytania | Team Picnic-PostNL         | + 12' 12"   |
| 5. | Felix Gall                 | Austria         | Decathlon-AG2R La Mondiale | + 17' 12"   |
| 6. | Tobias Halland Johannessen | Norwegia        | Uno-X Mobility             | + 20' 14"   |
| 7. | Kévin Vauquelin            | Francja         | Arkéa-B&B Hotels           | + 22' 35"   |
| 8. | Primož Roglič              | Słowenia        | Red Bull-Bora-Hansgrohe    | + 25' 30"   |
| 9. | Ben Healy                  | Irlandia        | EF Education-EasyPost      | + 28' 02"   |
| 10. | Jordan Jegat               | Francja         | Team TotalEnergies         | + 32' 42"   |

| Klasyfikacja punktowa | Klasyfikacja punktowa | Klasyfikacja punktowa | Klasyfikacja punktowa      | Klasyfikacja punktowa |
| Kolarz                | Kolarz                | Państwo               | Drużyna                    | Punkty                |
| --------------------- | --------------------- | --------------------- | -------------------------- | --------------------- |
| 1.                    | Jonathan Milan        | Włochy                | Lidl-Trek                  | 372 pkt               |
| 2.                    | Tadej Pogačar         | Słowenia              | UAE Team Emirates XRG      | 294 pkt               |
| 3.                    | Biniam Girmay         | Erytrea               | Intermarché-Wanty          | 232 pkt               |
| 4.                    | Jonas Vingegaard      | Dania                 | Team Visma \| Lease a Bike | 182 pkt               |

| Klasyfikacja punktowa | Klasyfikacja punktowa | Klasyfikacja punktowa | Klasyfikacja punktowa      | Klasyfikacja punktowa |
| Kolarz                | Kolarz                | Państwo               | Drużyna                    | Punkty                |
| --------------------- | --------------------- | --------------------- | -------------------------- | --------------------- |
| 1.                    | Jonathan Milan        | Włochy                | Lidl-Trek                  | 372 pkt               |
| 2.                    | Tadej Pogačar         | Słowenia              | UAE Team Emirates XRG      | 294 pkt               |
| 3.                    | Biniam Girmay         | Erytrea               | Intermarché-Wanty          | 232 pkt               |
| 4.                    | Jonas Vingegaard      | Dania                 | Team Visma \| Lease a Bike | 182 pkt               |

| Klasyfikacja górska | Klasyfikacja górska    | Klasyfikacja górska | Klasyfikacja górska        | Klasyfikacja górska |
| Kolarz              | Kolarz                 | Państwo             | Drużyna                    | Punkty              |
| ------------------- | ---------------------- | ------------------- | -------------------------- | ------------------- |
| 1.                  | Tadej Pogačar          | Słowenia            | UAE Team Emirates XRG      | 119 pkt             |
| 2.                  | Jonas Vingegaard       | Dania               | Team Visma \| Lease a Bike | 104 pkt             |
| 3.                  | Lenny Martinez         | Francja             | Bahrain Victorious         | 97 pkt              |
| 4.                  | Thymen Arensman        | Holandia            | Ineos Grenadiers           | 85 pkt              |
| 5.                  | Ben O’Connor           | Australia           | Team Jayco AlUla           | 51 pkt              |
| 6.                  | Valentin Paret-Peintre | Francja             | Soudal Quick-Step          | 51 pkt              |
| 7.                  | Felix Gall             | Austria             | Decathlon-AG2R La Mondiale | 46 pkt              |
| 8.                  | Primož Roglič          | Słowenia            | Red Bull-Bora-Hansgrohe    | 43 pkt              |
| 9.                  | Oscar Onley            | Wielka Brytania     | Team Picnic-PostNL         | 42 pkt              |
| 10.                 | Michael Woods          | Kanada              | Israel-Premier Tech        | 38 pkt              |

| Klasyfikacja górska | Klasyfikacja górska    | Klasyfikacja górska | Klasyfikacja górska        | Klasyfikacja górska |
| Kolarz              | Kolarz                 | Państwo             | Drużyna                    | Punkty              |
| ------------------- | ---------------------- | ------------------- | -------------------------- | ------------------- |
| 1.                  | Tadej Pogačar          | Słowenia            | UAE Team Emirates XRG      | 119 pkt             |
| 2.                  | Jonas Vingegaard       | Dania               | Team Visma \| Lease a Bike | 104 pkt             |
| 3.                  | Lenny Martinez         | Francja             | Bahrain Victorious         | 97 pkt              |
| 4.                  | Thymen Arensman        | Holandia            | Ineos Grenadiers           | 85 pkt              |
| 5.                  | Ben O’Connor           | Australia           | Team Jayco AlUla           | 51 pkt              |
| 6.                  | Valentin Paret-Peintre | Francja             | Soudal Quick-Step          | 51 pkt              |
| 7.                  | Felix Gall             | Austria             | Decathlon-AG2R La Mondiale | 46 pkt              |
| 8.                  | Primož Roglič          | Słowenia            | Red Bull-Bora-Hansgrohe    | 43 pkt              |
| 9.                  | Oscar Onley            | Wielka Brytania     | Team Picnic-PostNL         | 42 pkt              |
| 10.                 | Michael Woods          | Kanada              | Israel-Premier Tech        | 38 pkt              |

| Klasyfikacja młodzieżowa | Klasyfikacja młodzieżowa | Klasyfikacja młodzieżowa | Klasyfikacja młodzieżowa | Klasyfikacja młodzieżowa |
| Kolarz                   | Kolarz                   | Państwo                  | Drużyna                  | Czas                     |
| ------------------------ | ------------------------ | ------------------------ | ------------------------ | ------------------------ |
| 1.                       | Florian Lipowitz         | Niemcy                   | Red Bull-Bora-Hansgrohe  | 76h 11' 32"              |
| 2.                       | Oscar Onley              | Wielka Brytania          | Team Picnic-PostNL       | + 1' 12"                 |

| Klasyfikacja młodzieżowa | Klasyfikacja młodzieżowa | Klasyfikacja młodzieżowa | Klasyfikacja młodzieżowa | Klasyfikacja młodzieżowa |
| Kolarz                   | Kolarz                   | Państwo                  | Drużyna                  | Czas                     |
| ------------------------ | ------------------------ | ------------------------ | ------------------------ | ------------------------ |
| 1.                       | Florian Lipowitz         | Niemcy                   | Red Bull-Bora-Hansgrohe  | 76h 11' 32"              |
| 2.                       | Oscar Onley              | Wielka Brytania          | Team Picnic-PostNL       | + 1' 12"                 |

| Klasyfikacja drużynowa | Klasyfikacja drużynowa     | Klasyfikacja drużynowa       | Klasyfikacja drużynowa |
| Drużyna                | Drużyna                    | Państwo                      | Czas                   |
| ---------------------- | -------------------------- | ---------------------------- | ---------------------- |
| 1.                     | Team Visma \| Lease a Bike | Holandia                     | 232h 01' 32"           |
| 2.                     | UAE Team Emirates XRG      | Zjednoczone Emiraty Arabskie | + 24' 26"              |

| Klasyfikacja drużynowa | Klasyfikacja drużynowa     | Klasyfikacja drużynowa       | Klasyfikacja drużynowa |
| Drużyna                | Drużyna                    | Państwo                      | Czas                   |
| ---------------------- | -------------------------- | ---------------------------- | ---------------------- |
| 1.                     | Team Visma \| Lease a Bike | Holandia                     | 232h 01' 32"           |
| 2.                     | UAE Team Emirates XRG      | Zjednoczone Emiraty Arabskie | + 24' 26"              |

### Liderzy klasyfikacji
| Etap   |                                     | Pierwsze miejsce _     | Klasyfikacja generalna | Punktowa         | Górska          | Młodzieżowa      | Najaktywniejszych                 | Drużynowa                  |
| ------ | ----------------------------------- | ---------------------- | ---------------------- | ---------------- | --------------- | ---------------- | --------------------------------- | -------------------------- |
| 1      | płaski                              | Jasper Philipsen       | Jasper Philipsen       | Jasper Philipsen | Benjamin Thomas | Biniam Girmay    | Mattéo Vercher                    | Tudor Pro Cycling Team     |
| 2      | pagórkowaty                         | Mathieu van der Poel   | Mathieu van der Poel   | Jasper Philipsen | Tadej Pogačar   | Kévin Vauquelin  | Bruno Armirail                    | Groupama-FDJ               |
| 3      | płaski                              | Tim Merlier            | Mathieu van der Poel   | Jonathan Milan   | Tim Wellens     | Kévin Vauquelin  | nie przyznano                     | Groupama-FDJ               |
| 4      | pagórkowaty                         | Tadej Pogačar          | Mathieu van der Poel   | Jonathan Milan   | Tadej Pogačar   | Kévin Vauquelin  | Lenny Martinez                    | Team Visma \| Lease a Bike |
| 5      | jazda indywidualna na czas          | Remco Evenepoel        | Tadej Pogačar          | Tadej Pogačar    | Tadej Pogačar   | Remco Evenepoel  | nie przyznano                     | Team Visma \| Lease a Bike |
| 6      | pagórkowaty                         | Ben Healy              | Mathieu van der Poel   | Jonathan Milan   | Tim Wellens     | Remco Evenepoel  | Ben Healy                         | Team Visma \| Lease a Bike |
| 7      | pagórkowaty                         | Tadej Pogačar          | Tadej Pogačar          | Tadej Pogačar    | Tim Wellens     | Remco Evenepoel  | Ewen Costiou                      | Team Visma \| Lease a Bike |
| 8      | płaski                              | Jonathan Milan         | Tadej Pogačar          | Jonathan Milan   | Tim Wellens     | Remco Evenepoel  | Mathieu Burgaudeau Mattéo Vercher | Team Visma \| Lease a Bike |
| 9      | płaski                              | Tim Merlier            | Tadej Pogačar          | Jonathan Milan   | Tim Wellens     | Remco Evenepoel  | Jonas Rickaert                    | Team Visma \| Lease a Bike |
| 10     | górski                              | Simon Yates            | Ben Healy              | Jonathan Milan   | Lenny Martinez  | Ben Healy        | Ben Healy                         | Team Visma \| Lease a Bike |
| 11     | płaski                              | Jonas Abrahamsen       | Ben Healy              | Jonathan Milan   | Lenny Martinez  | Ben Healy        | Jonas Abrahamsen                  | Team Visma \| Lease a Bike |
| 12     | górski                              | Tadej Pogačar          | Tadej Pogačar          | Jonathan Milan   | Tadej Pogačar   | Remco Evenepoel  | Bruno Armirail                    | Team Visma \| Lease a Bike |
| 13     | jazda indywidualna na czas pod górę | Tadej Pogačar          | Tadej Pogačar          | Jonathan Milan   | Tadej Pogačar   | Remco Evenepoel  | nie przyznano                     | Team Visma \| Lease a Bike |
| 14     | górski                              | Thymen Arensman        | Tadej Pogačar          | Jonathan Milan   | Lenny Martinez  | Florian Lipowitz | Lenny Martinez                    | Team Visma \| Lease a Bike |
| 15     | pagórkowaty                         | Tim Wellens            | Tadej Pogačar          | Jonathan Milan   | Lenny Martinez  | Florian Lipowitz | Michael Storer                    | Team Visma \| Lease a Bike |
| 16     | górski                              | Valentin Paret-Peintre | Tadej Pogačar          | Jonathan Milan   | Tadej Pogačar   | Florian Lipowitz | Ben Healy                         | Team Visma \| Lease a Bike |
| 17     | płaski                              | Jonathan Milan         | Tadej Pogačar          | Jonathan Milan   | Tadej Pogačar   | Florian Lipowitz | Quentin Pacher                    | Team Visma \| Lease a Bike |
| 18     | górski                              | Ben O’Connor           | Tadej Pogačar          | Jonathan Milan   | Tadej Pogačar   | Florian Lipowitz | Ben O’Connor                      | Team Visma \| Lease a Bike |
| 19     | górski                              | Thymen Arensman        | Tadej Pogačar          | Jonathan Milan   | Tadej Pogačar   | Florian Lipowitz | Thymen Arensman                   | Team Visma \| Lease a Bike |
| 20     | pagórkowaty                         | Kaden Groves           | Tadej Pogačar          | Jonathan Milan   | Tadej Pogačar   | Florian Lipowitz | Harry Sweeny                      | Team Visma \| Lease a Bike |
| 21     | płaski                              | Wout van Aert          | Tadej Pogačar          | Jonathan Milan   | Tadej Pogačar   | Florian Lipowitz | nie przyznano                     | Team Visma \| Lease a Bike |
| Koniec | Koniec                              |                        | Tadej Pogačar          | Jonathan Milan   | Tadej Pogačar   | Florian Lipowitz | Ben Healy                         | Team Visma \| Lease a Bike |